# 버락 오바마의 대통령직 인수
버락 오바마의 대통령직 인수는 2008년 11월 4일 선거일에 미국 대통령 선거에서 승리하여 대통령 당선인이 되면서 시작되었다. 오바마는 2008년 12월 15일 선거인단에 의해 공식적으로 선출되었다. 결과는 2009년 1월 8일 의회 합동 회의에서 인증되었고, 오바마가 2009년 1월 20일 취임하면서 인수는 종료되었다.

## 인수 조직

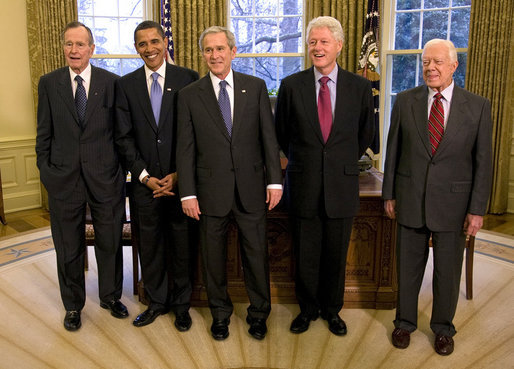
2009년 1월 7일 백악관 오벌 오피스에서 만난 조지 W. 부시, 조지 H. W. 부시, 빌 클린턴, 지미 카터 등 전직 대통령과 버락 오바마 대통령 당선인

오바마 인수 조직은 오바마-바이든 인수 프로젝트로 불렸다. 인수 팀은 선거 결과가 나오기 훨씬 전, 잠재적인 행정부를 위한 준비를 시작하기 위해 선거 운동이 한창일 때 소집되었다. 공동 의장은 빌 클린턴의 네 번째이자 마지막 백악관 비서실장이자 미국 진보 센터의 사장/최고경영자인 존 포데스타가 맡았다. 오바마의 가장 오래된 고문 중 한 명인 밸러리 재럿과 톰 대슐의 전 상원 비서실장이자 오바마의 비서실장으로 람 이매뉴얼의 후임이었던 피트 라우스도 공동 의장을 맡았다.
11월 5일, 미국 연방총무청은 오바마가 "명백한 승자"라고 선언하여 그에게 인수 자금 및 기타 정부 서비스를 받을 자격을 부여하고 워싱턴 D.C.에 있는 2008년 대통령직 인수 본부에 접근할 수 있도록 했다. 포데스타는 인수에 약 450명이 고용되고 예산은 약 1,200만 달러가 될 것으로 추정했다. 이 중 520만 달러는 연방 정부가 지불하고, 나머지 680만 달러는 민간 자금으로 충당되며, 각 기부금은 5,000달러로 제한되었다. 인수 프로젝트는 정치활동위원회나 연방 로비스트로부터는 자금을 받지 않을 예정이었다.

### 인수팀
11월 5일, 오바마는 미국 연방 세법 501(c)(4)에 따라 비영리 면세 단체로 조직된 그의 완전한 인수 팀을 발표했다. 자문 위원회는 캐럴 브라우너, 윌리엄 M. 데일리, 크리스토퍼 에들리 주니어, 마이클 프로먼, 줄리어스 제나코스키, 도널드 깁스, 재닛 나폴리타노, 페데리코 페냐, 수전 라이스, 소날 샤, 마크 기타인슈타인, 테드 카우프만으로 구성되었다.
인수 팀의 고위 스태프 구성원은 다음과 같다:
- 크리스 루 – 총괄 디렉터
- 댄 파이퍼 – 커뮤니케이션 디렉터
- 스테퍼니 커터 – 수석 대변인
- 로버트 기브스 – 백악관 대변인[11]
- 카산드라 버츠 – 법률고문
- 짐 메시나 – 인사 담당 이사
- 패트릭 가스파르 – 인사 담당 부이사
- 크리스틴 A. 바니 – 인사 법률고문
- 멜로디 반스 – 기관 검토 공동 책임자
- 리사 브라운 – 기관 검토 공동 책임자
- 필 실리로 – 의회 관계 디렉터
- 마이클 스트라우트마니스 – 대중 교류 및 정부 간 관계 디렉터
- 케이티 케일 – 운영 공동 책임자
- 브래드 카일리 – 운영 공동 책임자

조슈아 곳바움과 마이클 워렌은 재무부 인수 팀을 이끌었다. 또한 토머스 E. 도닐런과 웬디 셔먼은 국무부 인수를 감독했다. 세스 해리스는 노동, 교육, 교통 기관의 인수를 감독했으며, 에드워드 B. 몽고메리는 노동부 기관 검토 팀을, 모티머 다우니는 교통부 기관 검토 팀을, 주디스 셔먼은 교육부 기관 검토 팀을 이끌었다. 마지막으로 존 P. 화이트와 미셸 플러노이는 국방부 인수를 이끌었다.

## 대통령 당선인으로서의 활동

### 부시 행정부

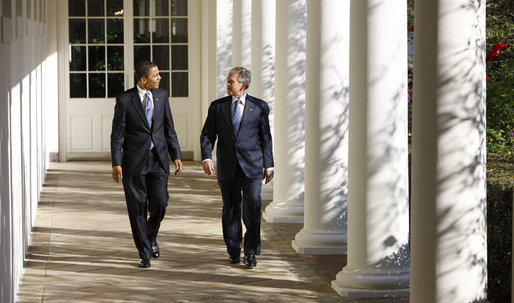
11월 10일 회동 중 부시 대통령과 함께 걷는 오바마 대통령 당선인

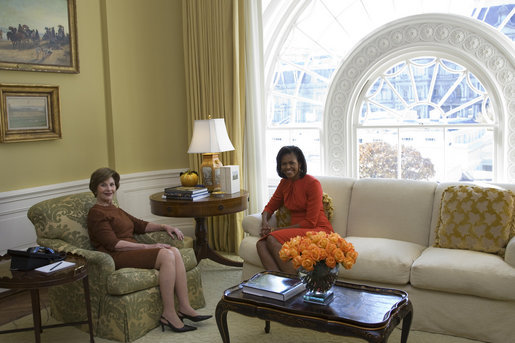
로라 부시가 미셸 오바마와 만나고 있다.

10월 중순, 조지 W. 부시 행정부는 당선 캠페인 인수 팀과 협력하고 브리핑하기 위해 14명의 위원회를 소집했다. 뉴욕 타임스는 백악관 비서실장 조슈아 볼텐이 전임자 앤드류 카드를 영입하여 이 활동을 감독할 계획이라고 보도했다. 11월 6일, 오바마는 국가정보국장 존 마이클 맥코넬과 중앙정보국 국장 마이클 헤이든으로부터 첫 기밀 정보 브리핑을 받았다.
부시 대통령은 오바마와 그의 팀을 11월 15일부터 20일까지 열린 2008년 G20 워싱턴 정상회의에 초대하여 행사에 참석한 20여 명의 세계 지도자들에게 오바마를 소개했다. 그러나 오바마는 참석하지 않고, 그의 인수 팀은 대신 전 공화당 의원 짐 리치와 전 국무장관 매들린 올브라이트를 보내 각국 수장들과 만났다. 오바마는 12월 폴란드에서 열리는 유엔 지구 온난화 정상회담에서 연설하거나 앨 고어와 같은 대표가 그의 정책을 발표하도록 허용할 것으로 예상되었다.
11월 10일, 오바마는 백악관으로 가서 부시 대통령과 인수 문제를 논의했고, 영부인 로라 부시는 그의 아내 미셸 오바마를 백악관 투어에 데려갔다. NBC 뉴스는 오바마가 부시와 경제 의제를 진전시키며 취임 전에 레임덕 상태의 의회에서 경기 부양책을 통과시키도록 요청했다고 보도했다. 그는 또한 부시에게 자동차 산업 구제를 위한 250억 달러의 자금 지급을 가속화할 것을 촉구했으며, 모기지 금리가 다시 오르면서 더 많은 미국인들이 집을 잃을 수 있다는 우려를 표명했다.
부시 행정부는 신임 행정부를 위해 인수를 가능한 한 원활하게 진행하기 위해 노력했으며, 이는 오바마 스태프와 외부 전문가들로부터 찬사를 받았다. 거의 모든 보고에 따르면, 부시 행정부는 신임 공무원들이 비밀 정보 사용 허가를 얻는 과정을 간소화하고, 신임 국가안보 팀을 위한 훈련 연습을 계획하여 그들이 취임 첫날부터 발생할 수 있는 위기에 대비할 수 있도록 했다. 이러한 협력 강화는 9/11 위원회의 요구에 따라 제정된 법률에 의해 요구되기도 하지만, 부시 행정부가 겪었던 자체 인수 과정의 어려움 때문이기도 하다. 부시 행정부의 인수는 단 5주밖에 걸리지 않았으며, 이는 부시의 국정 운영 능력에 해로운 영향을 미쳤다고 평가되었다. 브루킹스 연구소의 스티븐 헤스는 "떠나는 행정부가 올바른 말을 하기 위해 이토록 열심히 노력하는 것을 본 적이 있는지 확실하지 않다"며 "이는 정말 기억할 만한 일이다"라고 말했다.
인수 기간 동안 부시 행정부는 레임덕 대통령임에도 불구하고 많은 중요한 문제들을 해결해야 했다. 대침체가 있었고, 이는 리처드 닉슨 대통령직 인수 이후 미국이 전쟁 중인 상황에서 발생한 첫 번째 대통령직 인수였다.

### 상원 의원직 사임
당선 당시 오바마 대통령 당선인과 부통령 당선인 조 바이든은 각각 일리노이주와 델라웨어주의 미국 상원의원이었다. 미국 헌법 제1조 6항에 따라, 두 사람 모두 2009년 1월 20일 또는 그 이전에 상원 의원직을 사임해야 대통령과 부통령이 될 수 있었다.

#### 오바마 상원 인수

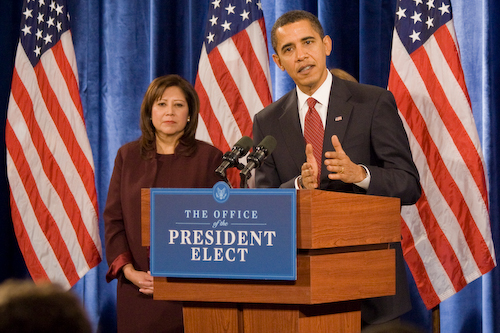
인수 기간 동안 오바마는 "대통령 당선인실"이라는 문구가 새겨진 연단에서 연설했다.

오바마는 2008년 11월 16일자로 상원 의원직을 사임했다. 처음에는 그의 후임자가 일리노이 주지사 로드 블라고예비치에 의해 지명될 것으로 예상되었다. 임기는 2011년 1월에 만료되었으므로, 2010년에 정상적인 선거가 치러지며 보궐선거는 필요하지 않았다. 블라고예비치는 2009년 1월 3일까지 오바마의 즉각적인 상원 후임자를 지명할 것으로 예상되었다. 그러나 2008년 12월 9일, 블라고예비치가 연방 부패 혐의로 체포된 후 오바마의 상원 승계는 의심스러워졌다. 이 혐의에는 지명권을 팔려고 시도했다는 내용이 포함되어 있었다. 연방 구금 상태에서 4,500달러의 보석금을 내고 석방되었지만, 그가 주지사로 남아있는 한 지명권을 행사할 유일한 권한을 계속 가지고 있었다. 딕 더빈 상원의원을 포함한 여러 민주당 의원들은 일리노이 주의회에 대신 보궐선거를 실시할 것을 요청했다.
대리인을 통해 오바마는 12월 10일 블라고예비치의 사임을 요구했다. 블라고예비치가 지명을 하기 전에 사임하거나 해임되었다면, 그 직무는 일리노이 부지사 팻 퀸에게 넘어갔을 것이고, 그는 블라고예비치에 이어 주지사가 되었을 것이다. 그러나 일리노이 상원 의장 에밀 존스는 오바마의 후임자를 보궐선거로 결정하는 법안을 작성하기 위해 상원을 다시 소집할 것이라고 말했다.
그러나 주 의회가 의석에 대한 보궐 선거를 의무화하는 법안을 통과시키지 않자, 12월 30일 블라고예비치는 전 일리노이 법무장관, 일리노이 회계감사관, 미국 재무부 관료였던 롤랜드 버리스를 의석에 지명한다고 발표했다. 그는 보궐 선거를 요구하는 법률이 없는 상황에서 자신의 헌법적 의무를 들었다. 블라고예비치, 버리스, 그리고 바비 러시 하원의원은 대중에게 블라고예비치가 연루된 스캔들이 아닌 버리스의 공직자로서의 자격을 고려해 줄 것을 촉구했다.
그러나 상원 민주당 의원들은 블라고예비치에 의해 임명된 사람은 "부적절성 문제"로 인해 일리노이의 비효율적인 대표가 될 것이므로, 그 어떤 임명된 사람도 의석에 앉히는 것을 거부할 것이라고 재확인하는 성명을 발표했다.
러시를 포함한 일부 의회 흑인 코커스 의원들은 상원에서 유일한 아프리카계 미국인이 될 버리스를 의석에 앉히는 것을 지지했다. 러시는 상원이 버리스를 거부하는 것을 린치에 비유했다. 그러나 오바마 대통령 당선인은 이 지명을 비난하고 블라고예비치에게 다시 사임을 요구하는 성명을 발표했다. 또한 일리노이주 총무처장관 제시 화이트는 블라고예비치가 한 어떤 지명도 인증하지 않을 것이라고 재차 밝혔다. 당시 이것이 버리스가 취임하는 것을 막을 수 있는지는 명확하지 않았다. 더욱이 상원은 실제로는 버리스가 의석에 앉는 것을 거부할 수 없었을 것이다. 그는 직책에 대한 모든 헌법적 요구사항을 충족했으며 블라고예비치 부패 스캔들에 연루되지 않았기 때문이다 (미국 연방대법원 판결 파월 대 맥코맥에 따름).
2009년 1월 9일, 일리노이 대법원은 버리스 대 화이트 사건에서 지명은 주지사의 서명만 필요하며 일리노이주 총무처장관의 서명은 필요하지 않다고 판결했다. 또한 일리노이주는 상원에서 권장하는 인증 양식을 사용할 필요가 없으며, 이는 미국 상원 상설 규칙에 따라 "권장"될 뿐이라고 판결했다. 법원은 또한 "상원 규칙이 공식적이든 단지 전통의 문제이든, 연방 헌법에 의해 주에 부여된 공석을 채울 권한을 어떻게 능가할 수 있는지에 대한 설명은 없다"고 언급했다. 판결 후 화이트는 버리스에게 지명 등록의 인증된 사본을 제공했고, 버리스는 주 인장이 찍힌 그 사본을 상원 서기에게 전달했다. 그의 자격이 유효하다고 선언된 후, 버리스는 마침내 2009년 1월 15일 퇴임하는 상원 의장 딕 체니에 의해 취임 선서를 했다.

#### 바이든 상원 인수
바이든은 2009년 1월 20일 부통령으로 취임할 때까지 상원에 남아있을 것이라고 밝혔다. 그는 2009년 1월 초 상원 7선 의원으로 취임했지만, 2009년 1월 15일 상원 의원직을 사임했으며, 이로써 상원에서 36년 이상 봉직했다. 그는 델라웨어주 최장기 상원의원이었다.
2008년 11월 24일, 델라웨어 주지사 루스 앤 미너는 테드 카우프만이 바이든의 후임으로 임명될 것이라고 발표했다. 카우프만은 2009년 1월 16일 취임 선서를 했다. 2010년 11월에는 보궐 선거가 열렸고, 민주당 후보 크리스 쿤스가 당선되었다.
상원에서 그의 단축된 최종 임기 동안, 바이든은 이라크, 아프가니스탄, 파키스탄으로 외교 사실 조사 여행을 떠났고, 취임 전에 그러한 임무를 수행한 최초의 부통령 당선인이 되었다.

### Change.gov 웹사이트
2008년 11월 5일, 인수 팀은 인수의 공식 웹사이트인 change.gov를 개설했다.
이 웹사이트에는 블로그와 채용 정보 페이지가 포함되어 있었다. 또한 방문자들이 국가에 대한 이야기나 비전을 공유할 수 있는 섹션도 있었다. 방문자들은 시민 브리핑 북을 사용하여 자신에게 중요한 문제에 대해 의견을 제시할 수 있었다. 이 사이트를 통해 오바마 행정부에서 일자리를 신청하는 개인은 초이스포인트에 의해 수행되는 집중적인 소비자 및 범죄 배경 조사를 거쳐야 했다. 웹사이트는 크리에이티브 커먼즈 라이선스를 사용했다.
투명성을 위한 노력의 일환으로, 12월 5일 인수 팀은 "외부 조직과의 공식 회의에서 나온 모든 정책 문서는 Change.gov에서 공개적으로 검토 및 논의될 것"이라고 발표했다. 취임 후, change.gov의 많은 기능은 새로 디자인된 백악관 웹사이트로 이전되었다.

## 행정부 임명
인수 팀에 임명된 31명 중 포데스타, 람 이매뉴얼 비서실장, 론 클레인 바이든 비서실장을 포함하여 이전에 클린턴 행정부에서 일했던 사람이 있었다.

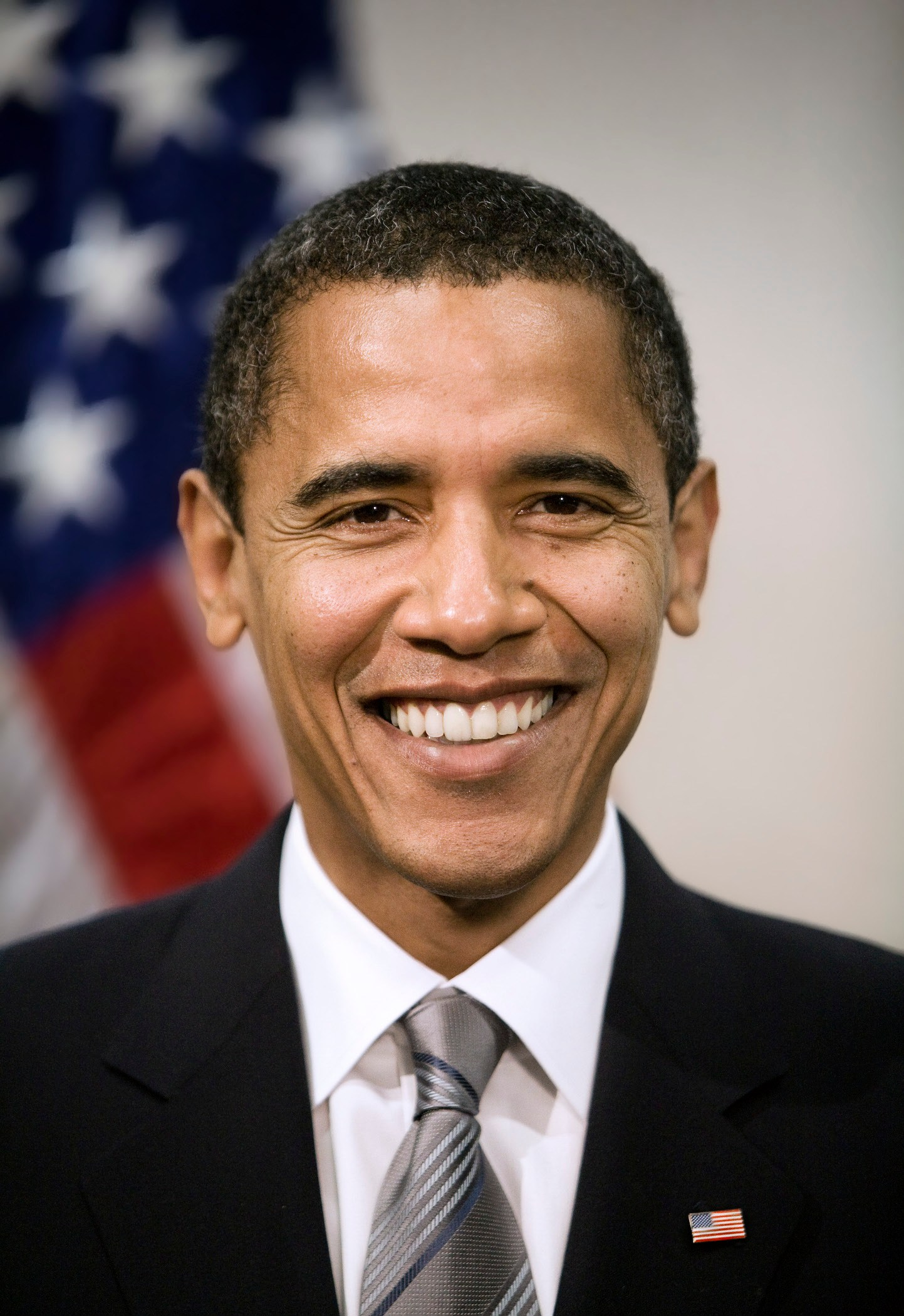
대통령 당선인 시절 오바마의 공식 초상화, 2008년 11월

### 발표
오바마는 대통령 당선인으로서 거의 매일 기자회견을 열어 그의 행정부 지명자들을 대중에게 발표했다. 그는 지명자들을 소개하고 때로는 경제적 어려움과 아프가니스탄 전쟁과 같은 문제에 대해 기자들의 질문을 받기도 했다.
로런스 서머스와 티머시 가이트너를 핵심 경제 직책에 임명한 것은 비판을 받았다. 그들은 2008년 금융 위기를 초래한 많은 조건을 만드는 데 중요한 역할을 했기 때문에 "실패가 보상받는"다는 비판이 있었다. 서머스는 앨런 그린스펀과 로버트 루빈과 함께 파생상품 규제 완화의 주요 지지자였으며, 재무장관으로의 인수인계 중에 상업은행을 월가에서 제외했던 법안인 글래스-스티걸 법이 폐지되었다. 가이트너는 3만 4천 달러의 소득세를 내지 못한 것으로 비판받았다.
법무부 장관으로 에릭 홀더를 임명한 것은 빌 클린턴이 도망친 금융가 마크 리치에게 막판 사면을 내린 그의 역할 때문에 우려를 낳았다.
오바마는 대통령 당선인으로서 첫 기자회견에서 11월 7일 전 영부인 낸시 레이건이 백악관에서 강령술을 열었다는 발언을 하여 널리 주목받았다. 그의 "첫 번째 실수"로 불린 이 발언에 대해 오바마는 그날 저녁 레이건 여사에게 전화하여 그의 대변인이 "부주의하고 무례한 발언"이었다고 말한 것에 대해 사과했다.
- 비서실장: 일리노이주 하원의원 람 이매뉴얼이 선거 이틀 후인 11월 6일 오바마 대통령 당선인에 의해 선정되었다.[69]
- 부비서실장: 오바마 인수 팀의 현 인사 담당 이사이자 맥스 보커스 상원의원의 전 비서실장이었던 짐 메시나와 클린턴 대통령의 국가안전보장회의에서 근무했던 전직 외교관 모나 서트펜.[70]
- 대통령 수석 고문: 선거 캠페인 전략가 데이비드 액설로드[71] 및 오바마의 상원 비서실장으로 재직 중인 피트 라우스.[70]
- 대통령 수석 고문 겸 정부간 관계 및 대중 교류 담당 보좌관: 시카고 도시 계획 위원 및 나중에 시카고 교통국 의장을 역임한 변호사 밸러리 재럿. 1995년 재럿은 공직을 떠나 시카고 부동산 관리 회사인 해비타트 코퍼레이션에 합류했다.[72]
- 대통령 입법 담당 보좌관: 필 실리로.[73]
- 백악관 법률고문: 그렉 크레이그.[74]
- 내각 비서관: 오바마 상원 사무실의 전 입법 담당 이사였던 크리스 루.
- 참모 비서관: 미국 헌법 학회의 상임이사 리사 브라운.[75]
- 백악관 대변인: 11월 22일 발표된 로버트 기브스.[76]
- 공보국장: 엘런 모란.[76]
- 공보 부국장: 댄 파이퍼.[76]
- 백악관 환경 품질 위원회 의장: 로스앤젤레스 부시장인 낸시 서틀리.
- 백악관 보건 개혁실 부국장: 잔 램브루.
- 백악관 사진사: 피트 소우자.[77]

### 내각 및 수석 보좌관
뉴멕시코주 주지사 빌 리처드슨 한 명이 사퇴했는데, 오바마가 그를 상무부 장관으로 지명했었다. 당시 리처드슨의 행정부는 연방 부패 조사의 대상이었다. 그는 자신의 행정부가 어떤 위법 행위도 저지르지 않았다고 주장했지만, 긴 인준 과정이 미 상무부의 업무를 방해하는 것을 막기 위해 사퇴했다. 이 직책은 게리 로크가 맡게 되었다.
오바마는 팀 케인을 민주당 전국위원회의 새 의장으로 지명했으며, 이전 의장이었던 하워드 딘을 대체했다(딘은 과거에 오바마 및 그의 고문들과 갈등을 겪었다). 케인은 2010년 1월 임기가 끝날 때까지 버지니아 주지사와 민주당 전국위원회 의장직을 겸임했다.
오바마는 아니시 초프라를 새로운 최고기술책임자 직책에, 비베크 쿤드라를 최고정보책임자로, 제프리 지엔츠를 최고성과책임자로 임명했다. 그리고 관리예산실의 부관리국장으로 임명했다.
오바마가 레온 파네타를 중앙정보국장으로 지명한 것에 대한 초기 반응은 엇갈렸다. 일부 정보 전문가들은 파네타가 구체적인 정보 경험이 부족하다는 우려를 표명했지만, 전 하원의원이자 이라크 연구 그룹 공동 의장인 리 H. 해밀턴과 같은 다른 이들은 지명을 칭찬했다.

#### 국내 정책

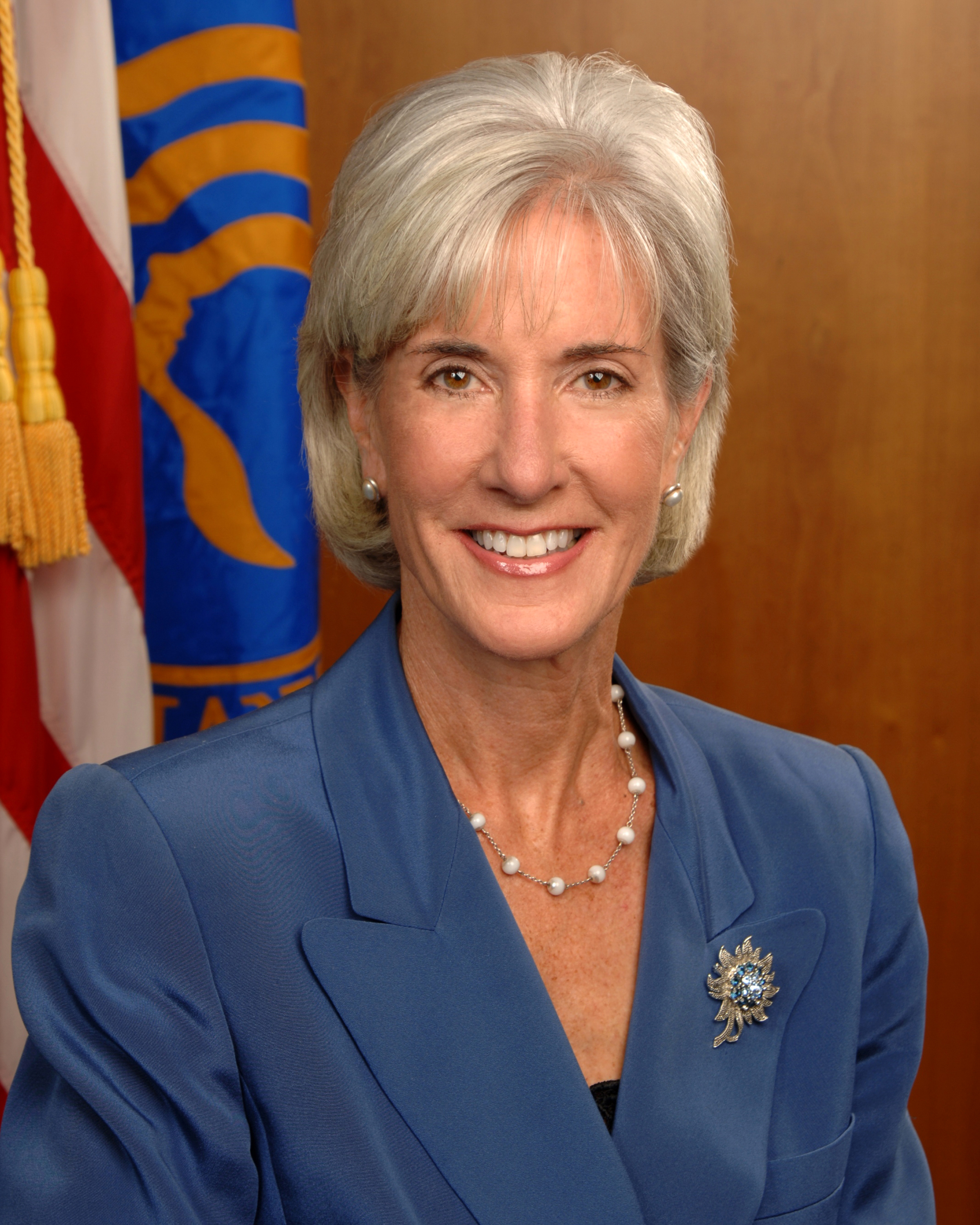
캐슬린 시빌리어스 보건복지부 장관 (2009년 2월 28일 발표)
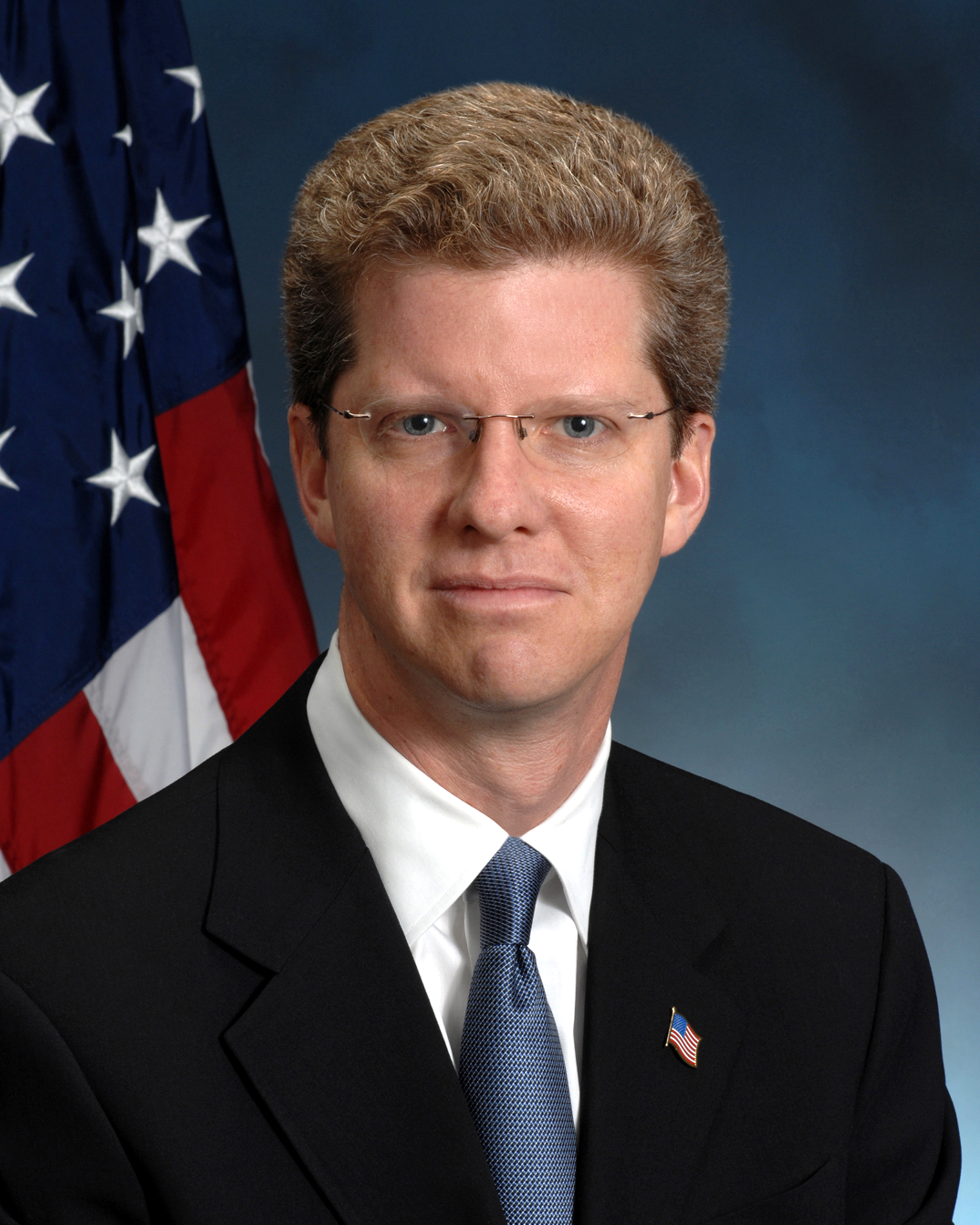
숀 도너번 주택도시개발부 장관 (2008년 12월 13일 발표)
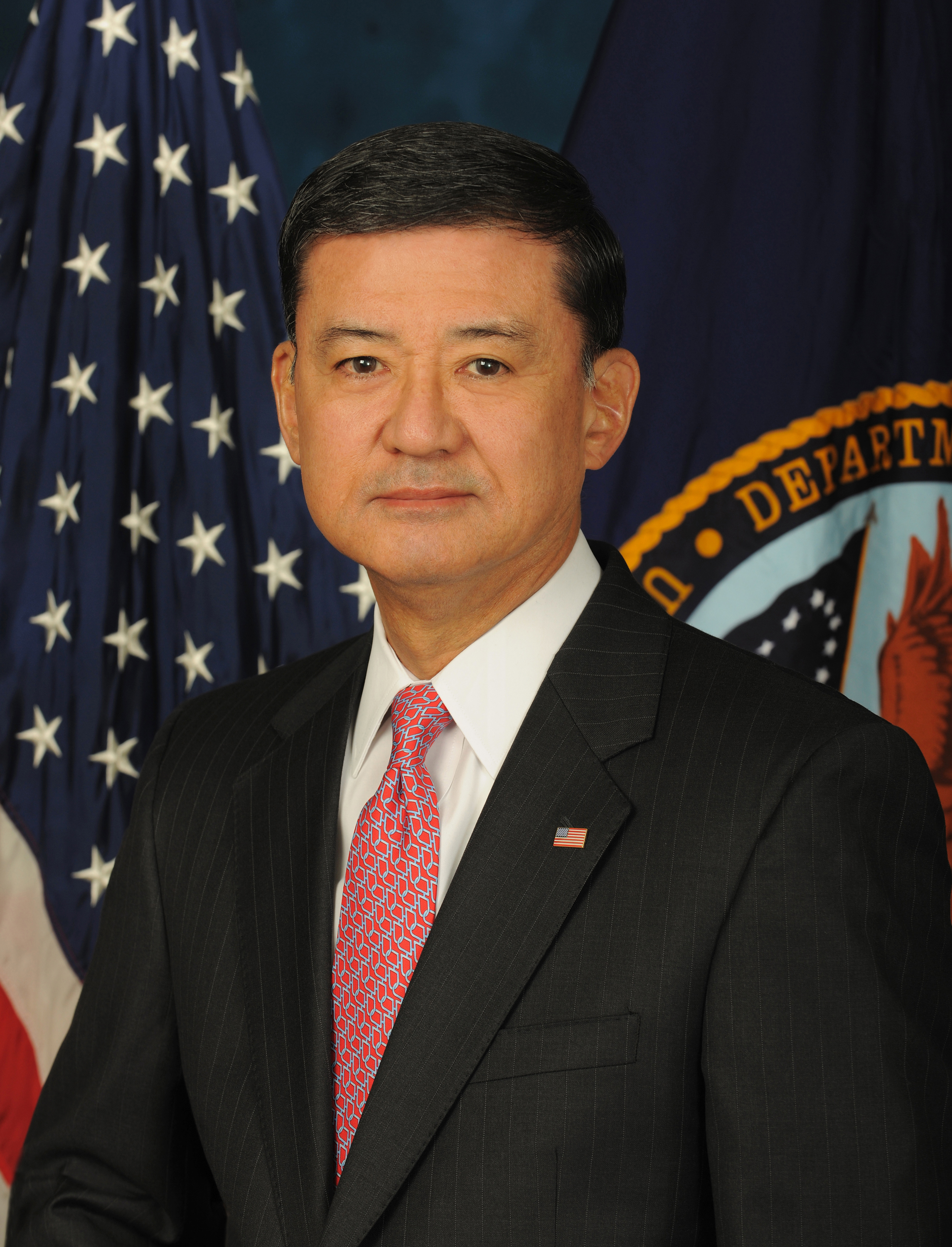
에릭 신세키 재향군인부 장관 (2008년 12월 7일 발표)
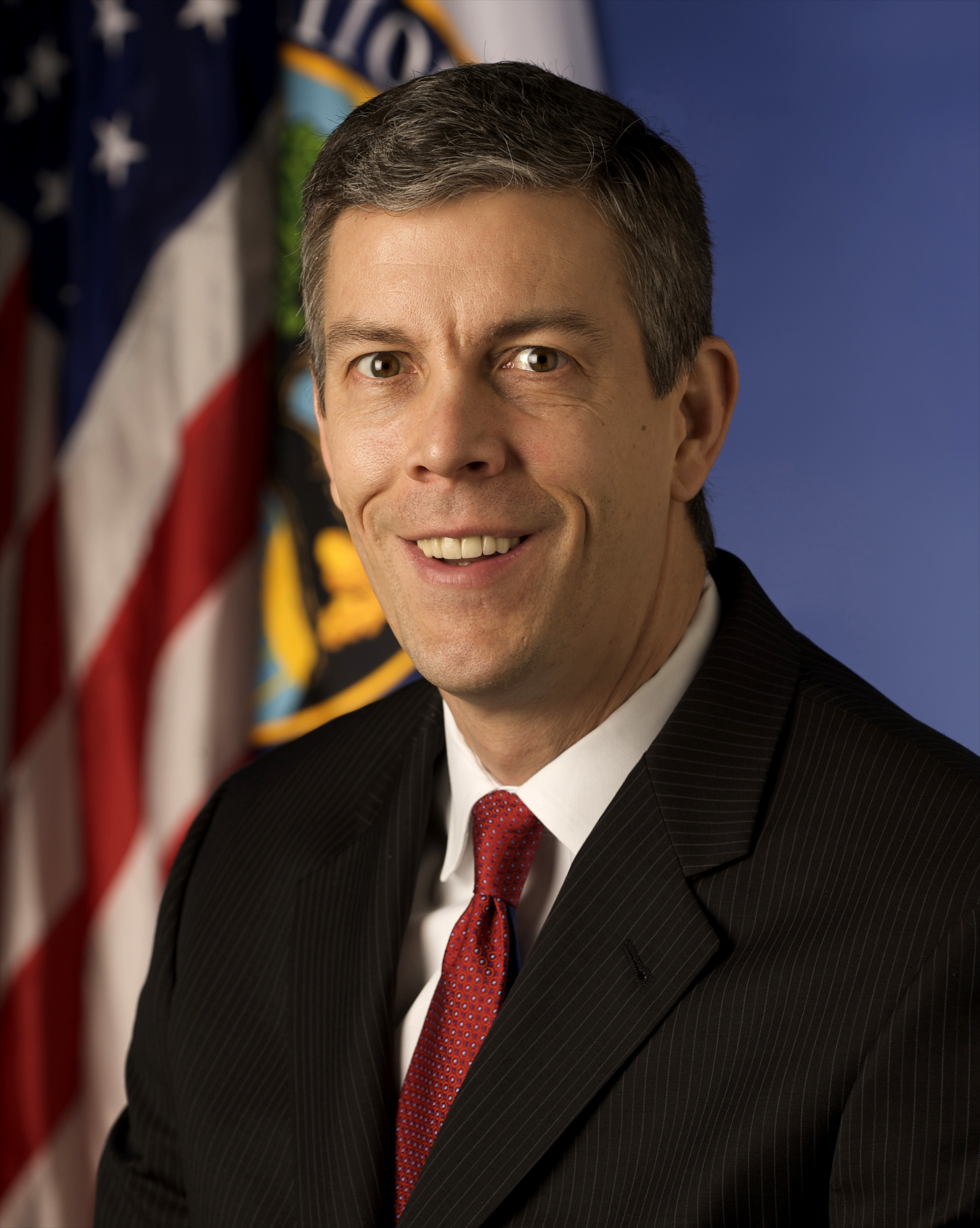
안 덩컨 교육부 장관 (2008년 12월 16일 발표)
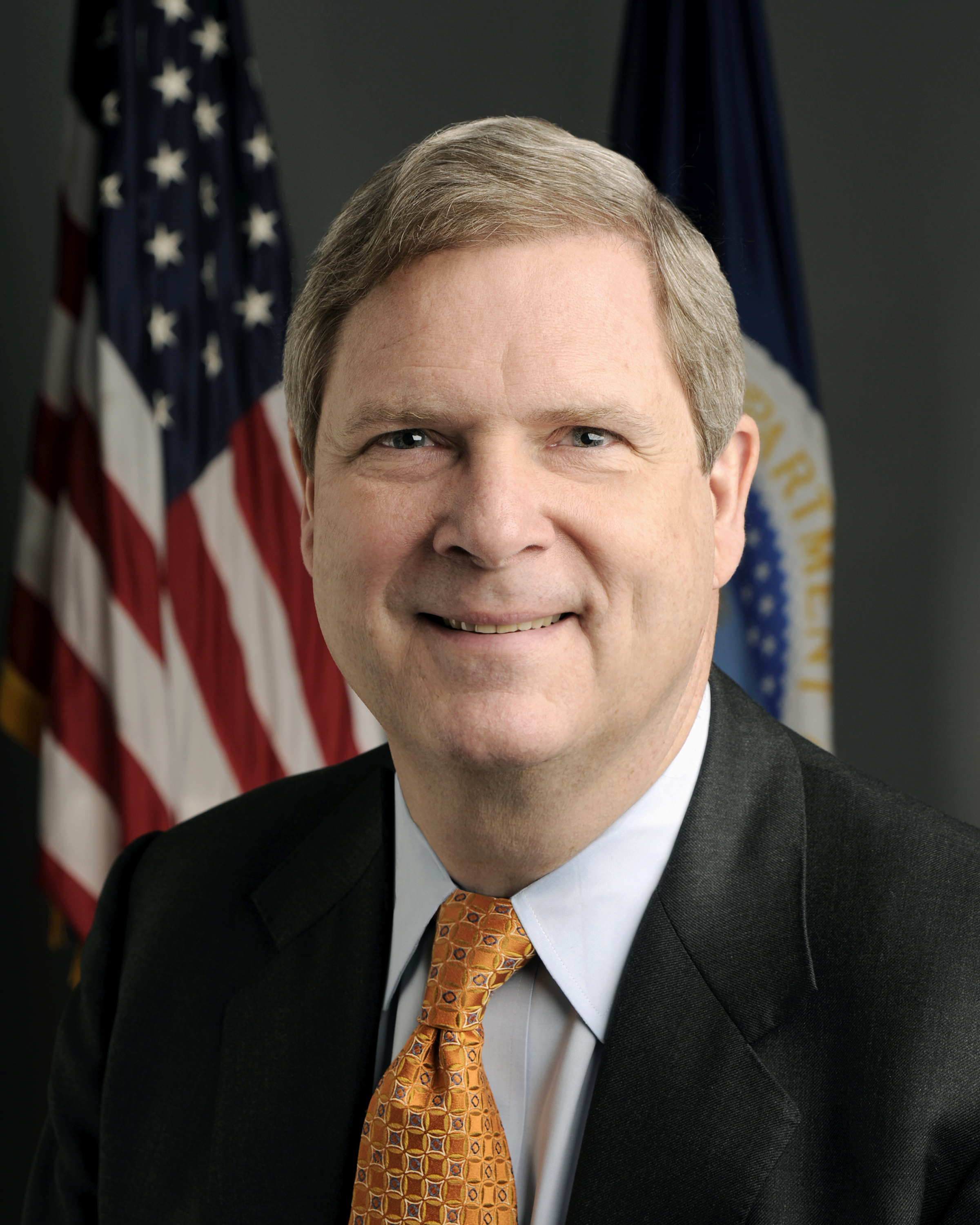
톰 빌색 농무장관 (2008년 12월 17일 발표)
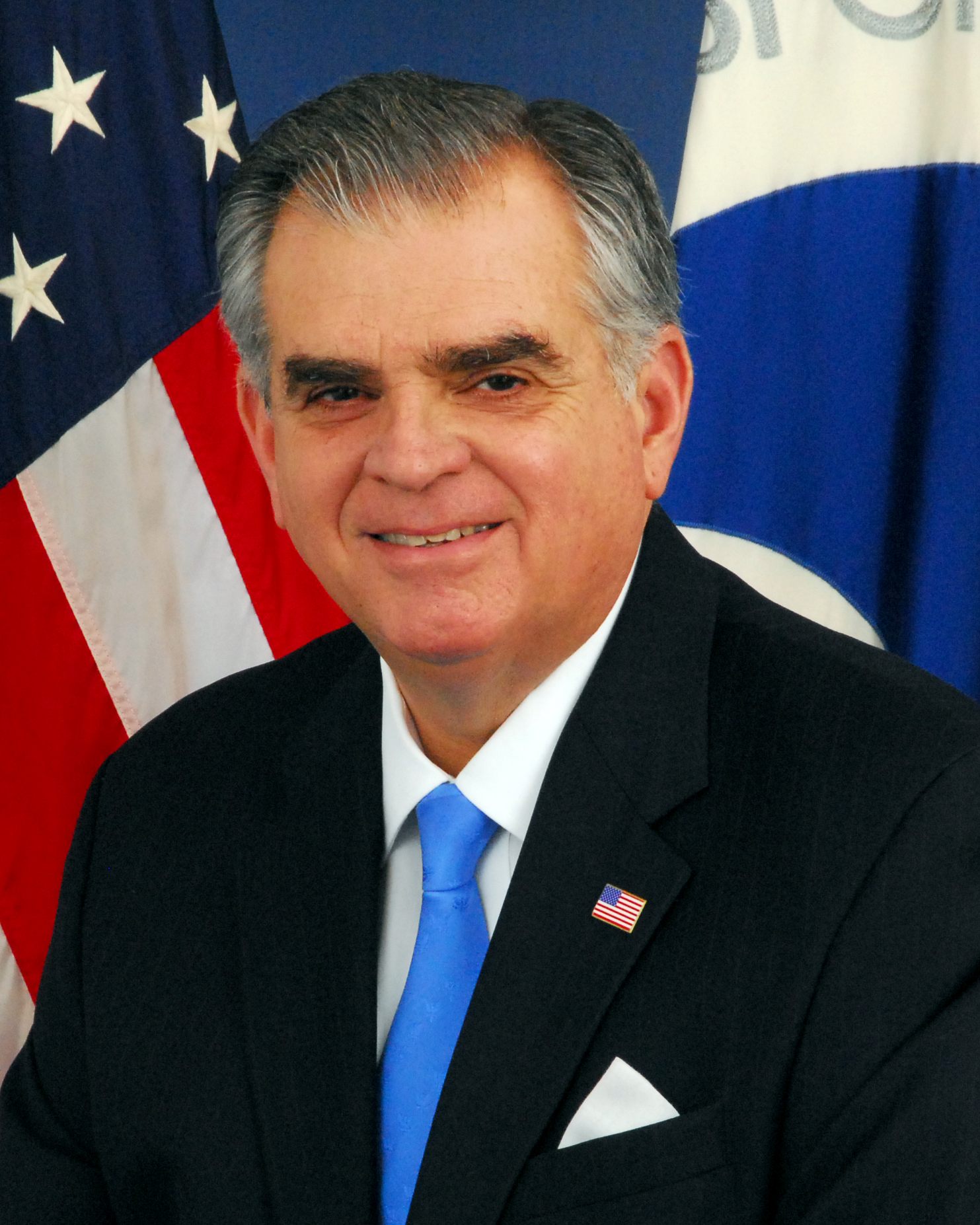
레이 라후드 교통부 장관 (2008년 12월 19일 발표)
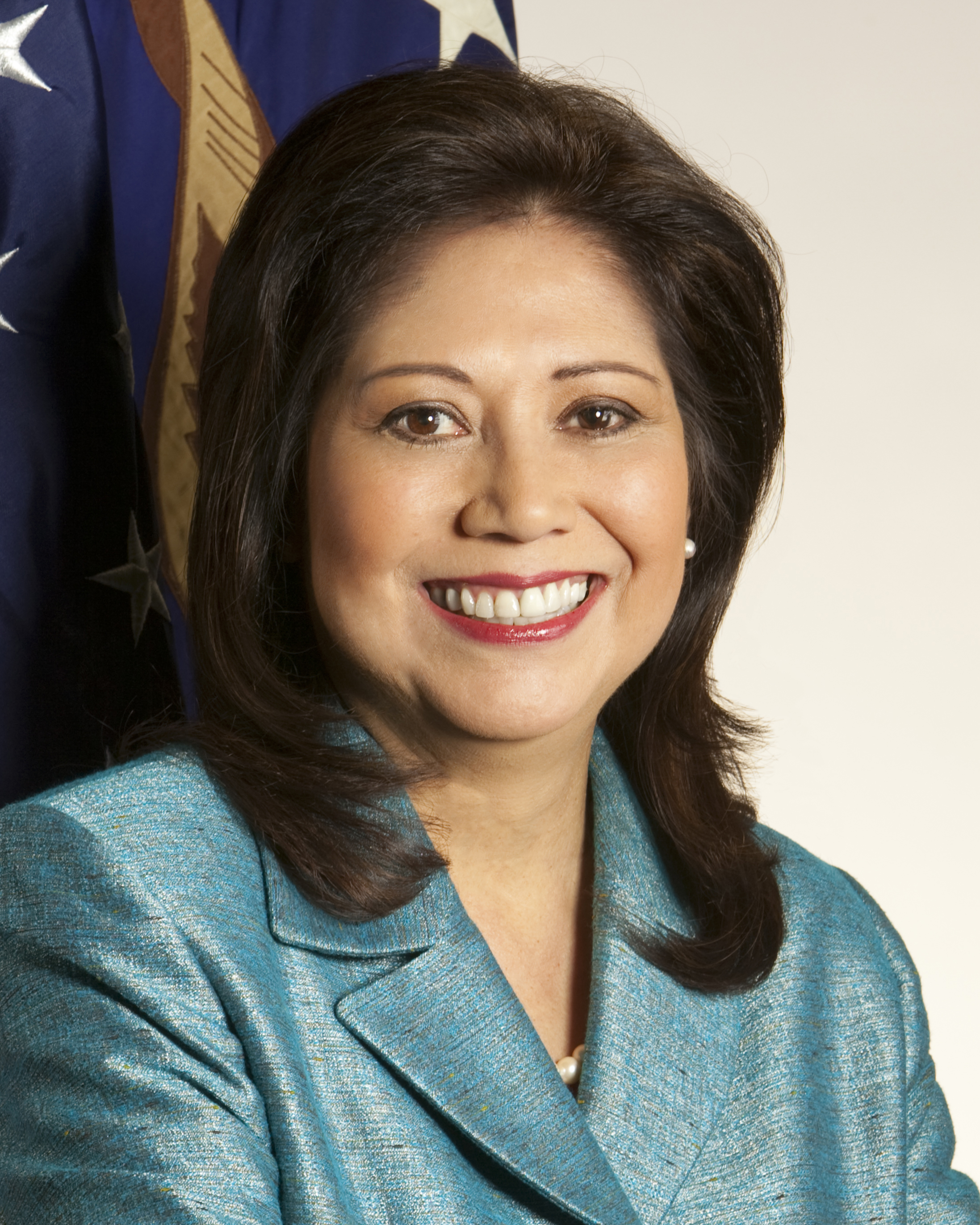
힐다 솔리스 노동부 장관 (2008년 12월 19일 발표)
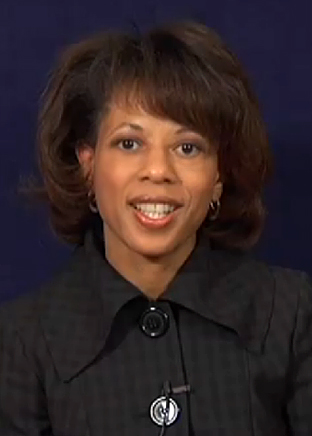
멜로디 반스 국내정책위원회 국장 (2008년 11월 24일 발표)
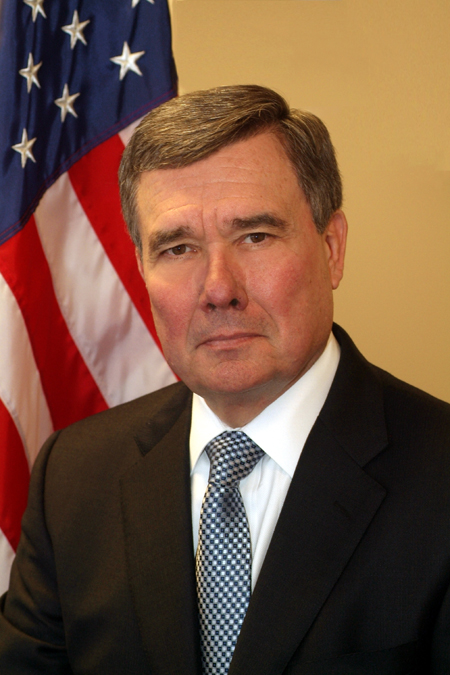
길 커리코우스키 국가마약단속정책실 국장 (2009년 2월 10일 발표)

#### 경제 정책

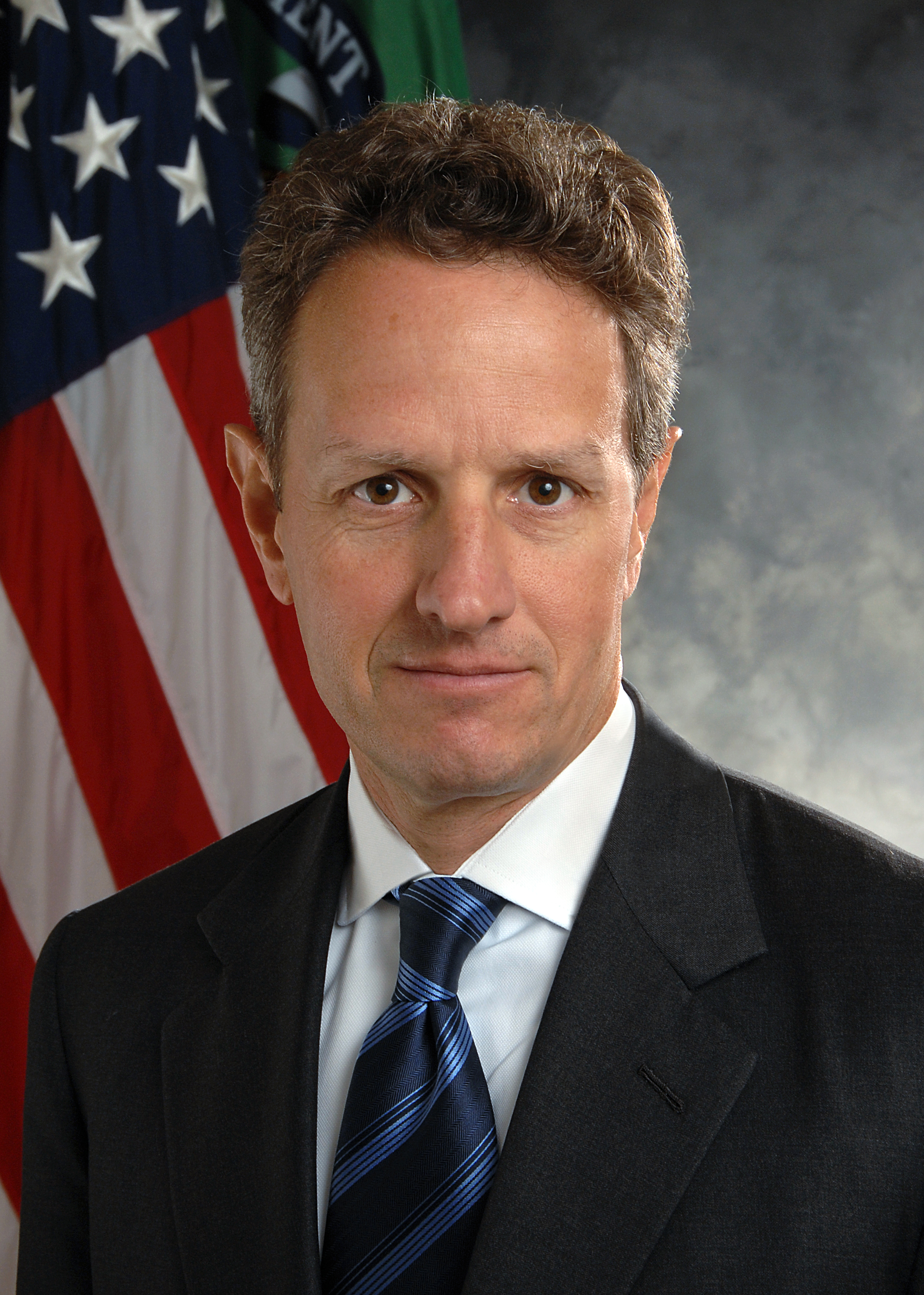
티머시 가이트너 재무장관 (2008년 11월 24일 발표)
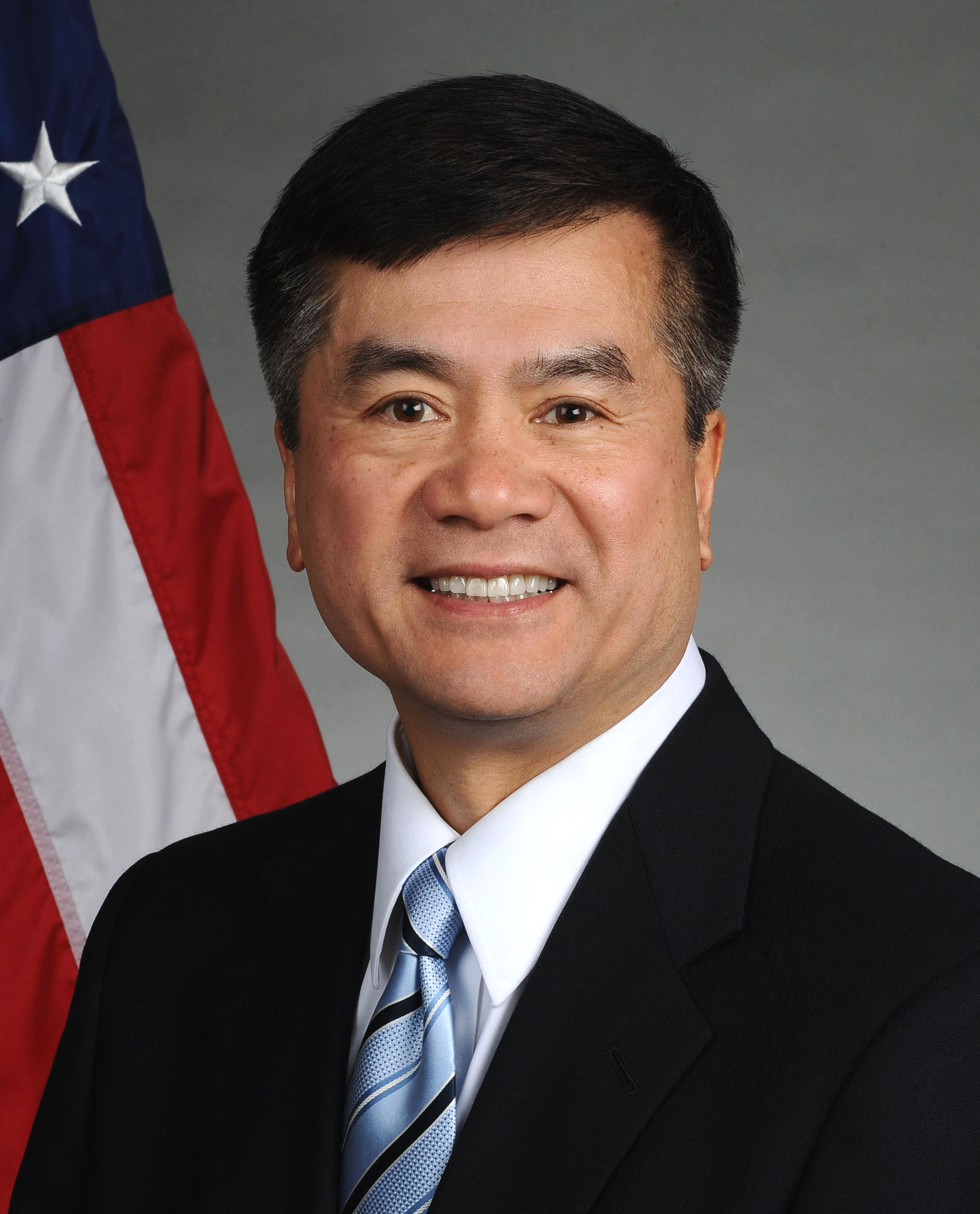
게리 로크 상무부 장관 (2009년 2월 25일 발표)
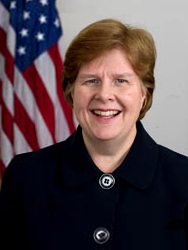
크리스티나 로머 경제자문위원회 의장 (2008년 11월 24일 발표)
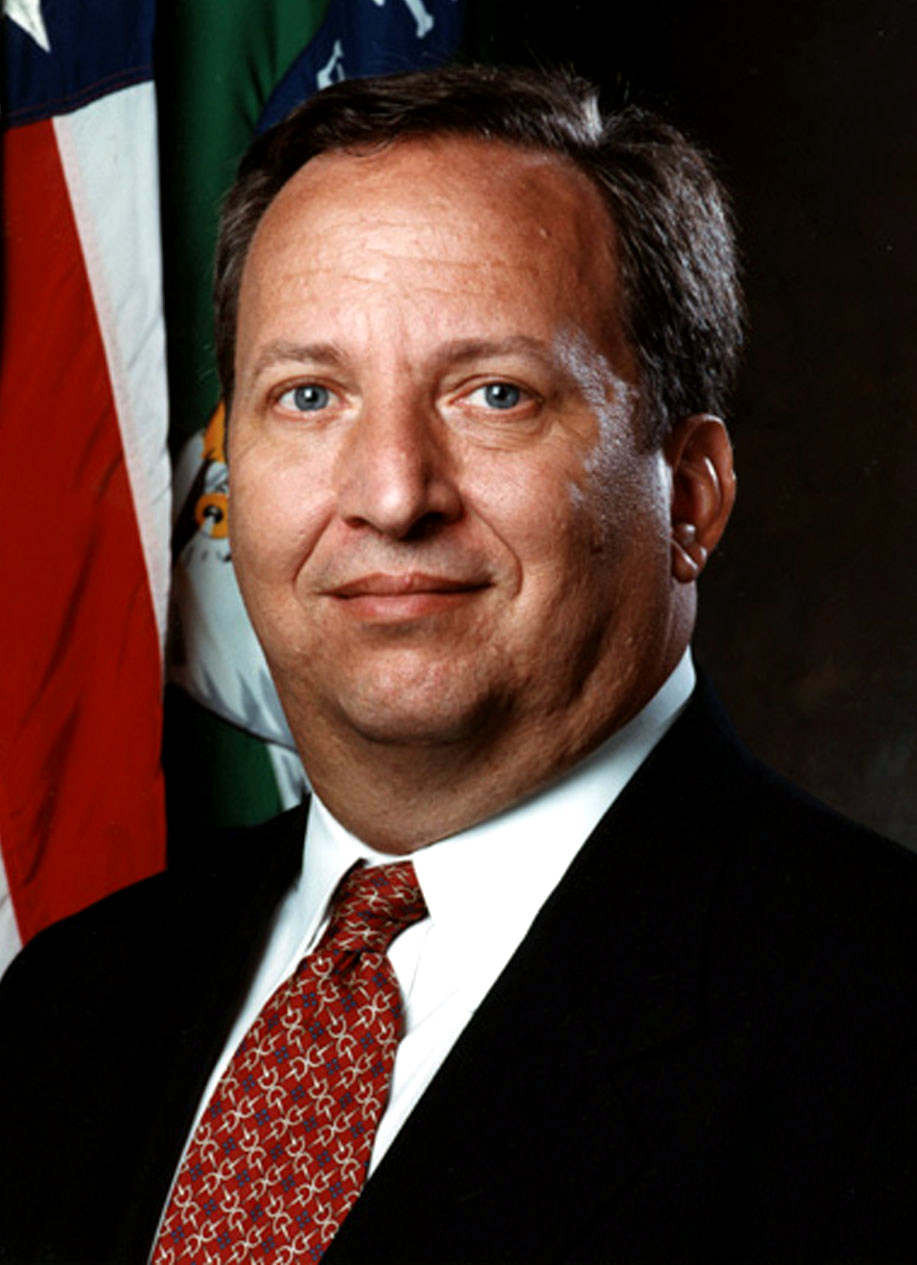
로런스 서머스 대통령 경제 정책 보좌관 국가경제위원회 국장 (2008년 11월 24일 발표)
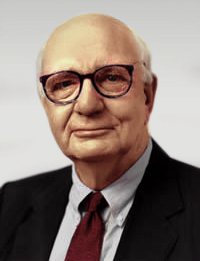
폴 볼커 경제 회복 자문 위원회 의장 (2008년 11월 26일 발표)
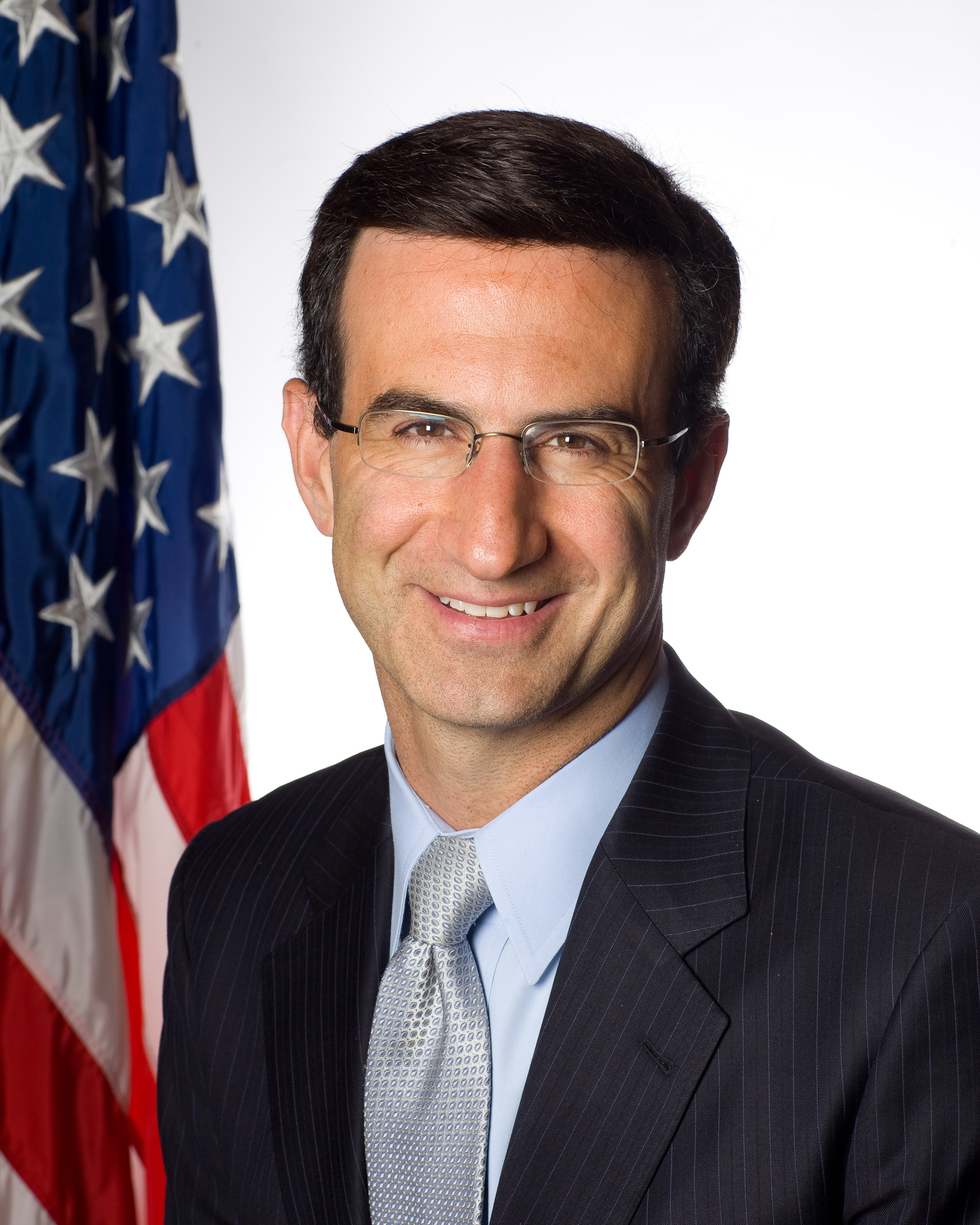
피터 오자그 관리예산실 국장 (2008년 11월 25일 발표)
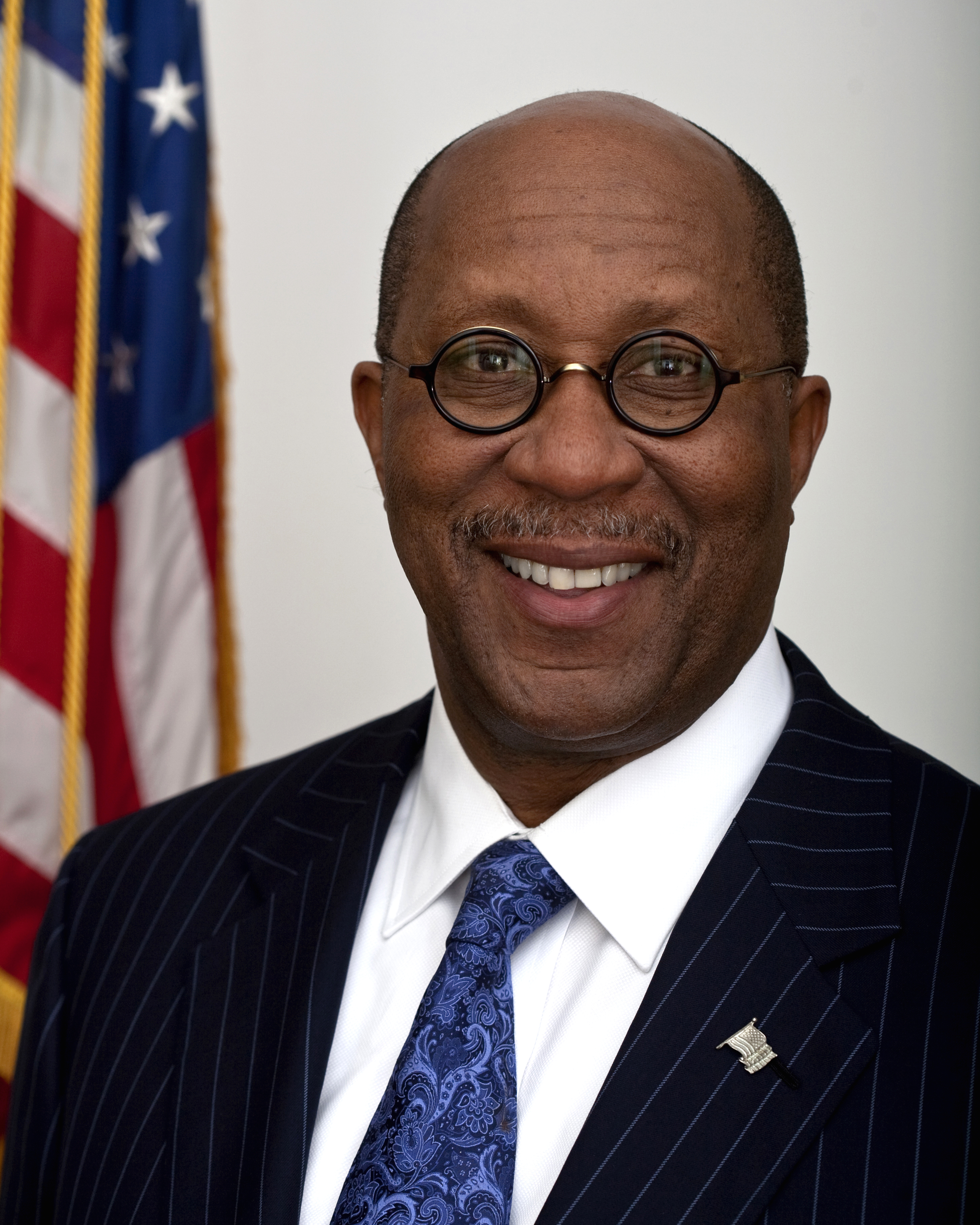
론 커크 무역대표부 대표 (2008년 12월 19일 발표)

#### 환경 및 에너지

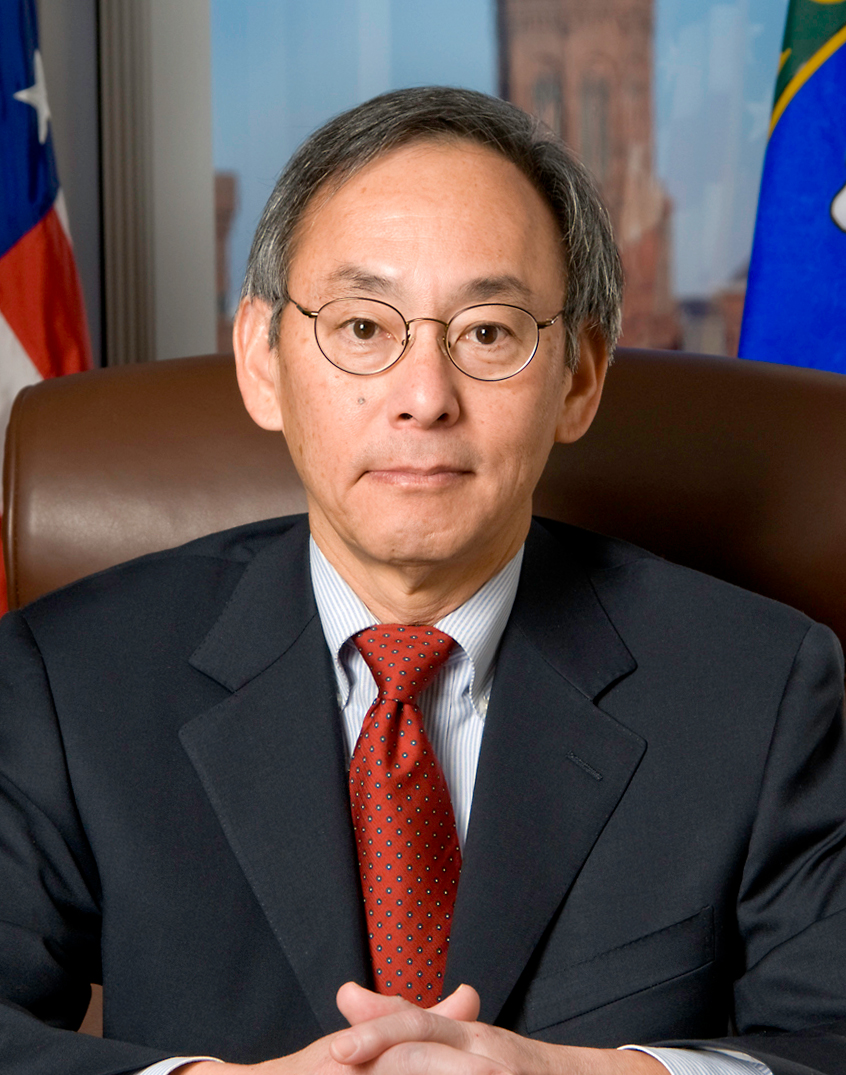
스티븐 추 에너지부 장관 (2008년 12월 15일 발표)
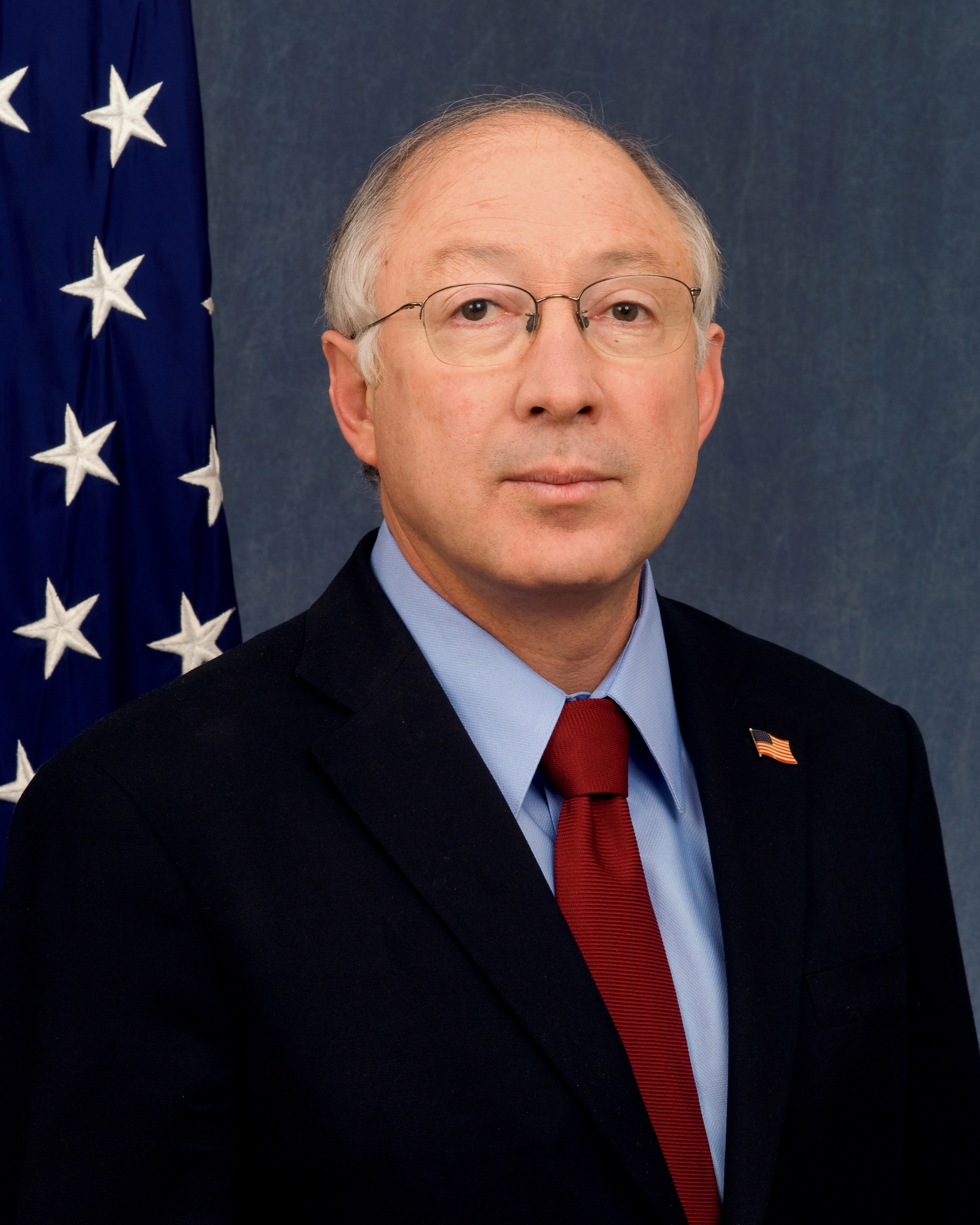
켄 살라자르 내무장관 (12월 17일 발표) (이 지명은 삭스비 수정안에 해당)
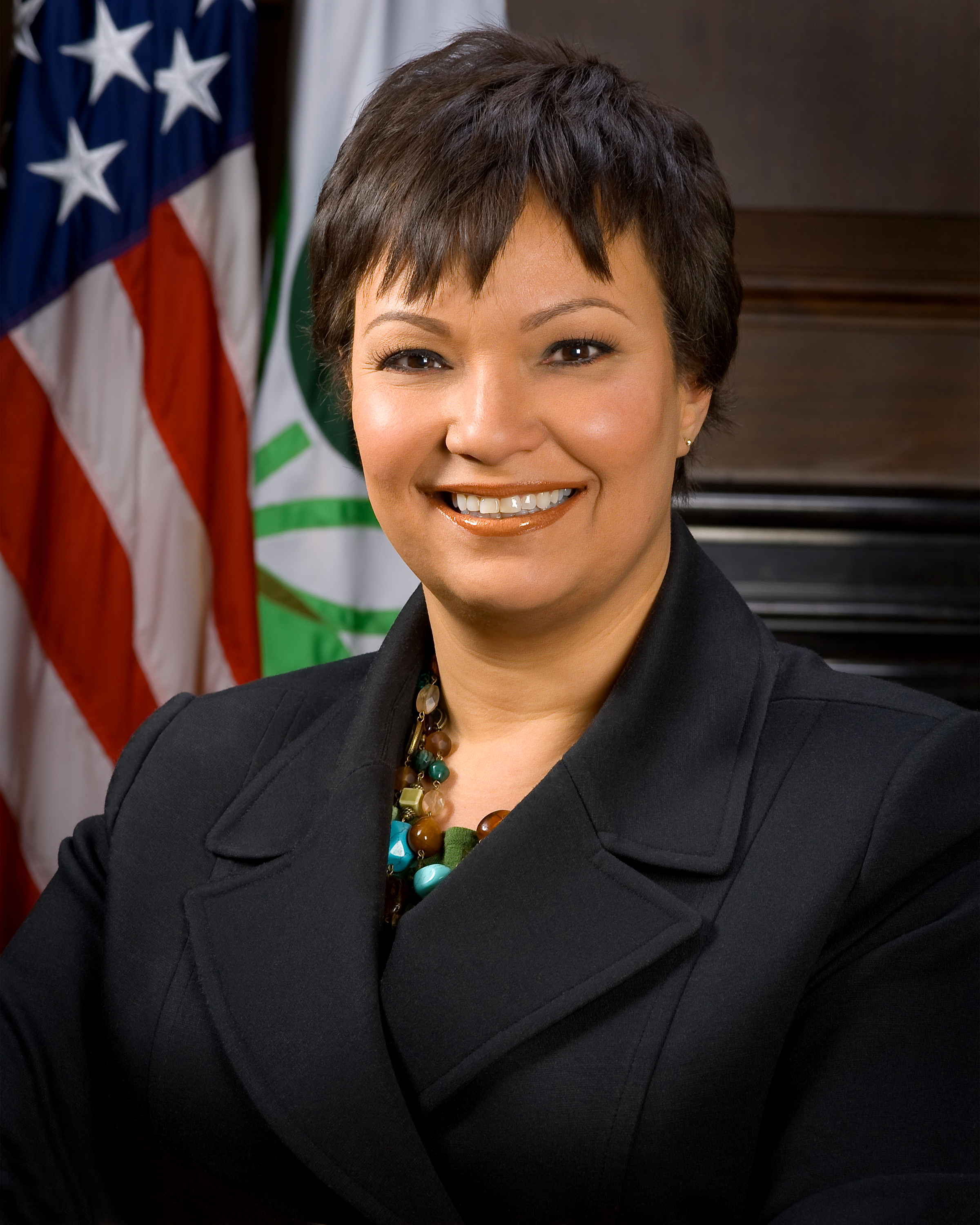
리사 P. 잭슨 환경보호청장 (2008년 12월 15일 발표)
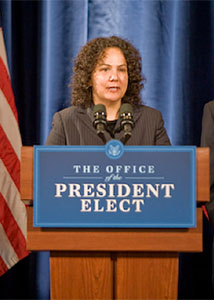
낸시 서틀리 환경 품질 위원회 의장 (2008년 12월 15일 발표)
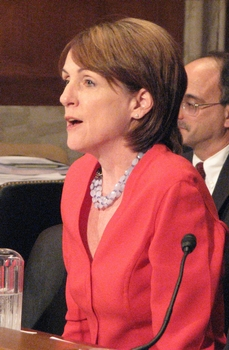
캐럴 브라우너 대통령 에너지 및 기후 변화 담당 보좌관 (2008년 12월 15일 발표)

#### 외교 및 국가 안보

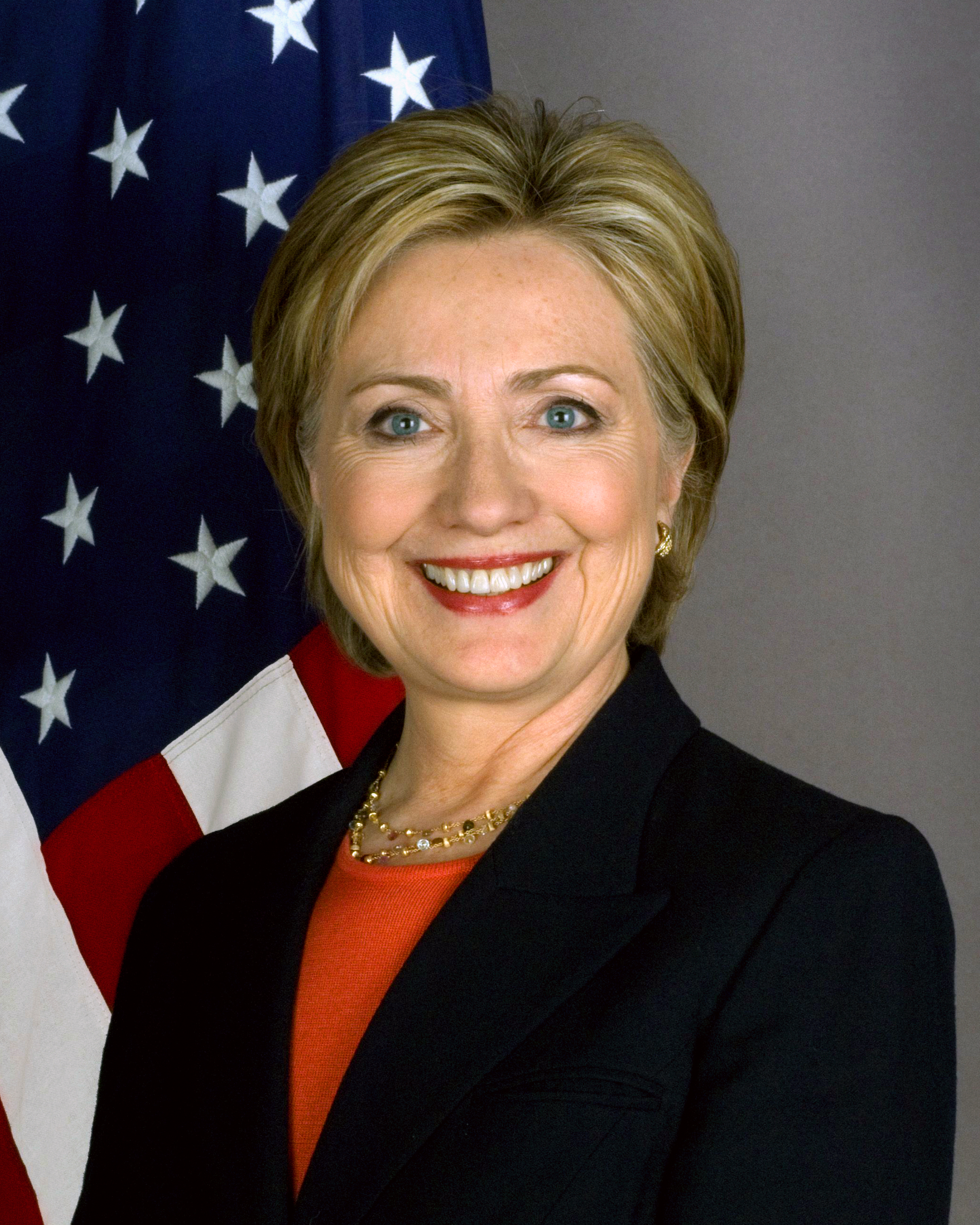
힐러리 클린턴 국무장관 (12월 1일 발표)[103] (지명은 삭스비 수정안에 따라 이루어졌다)
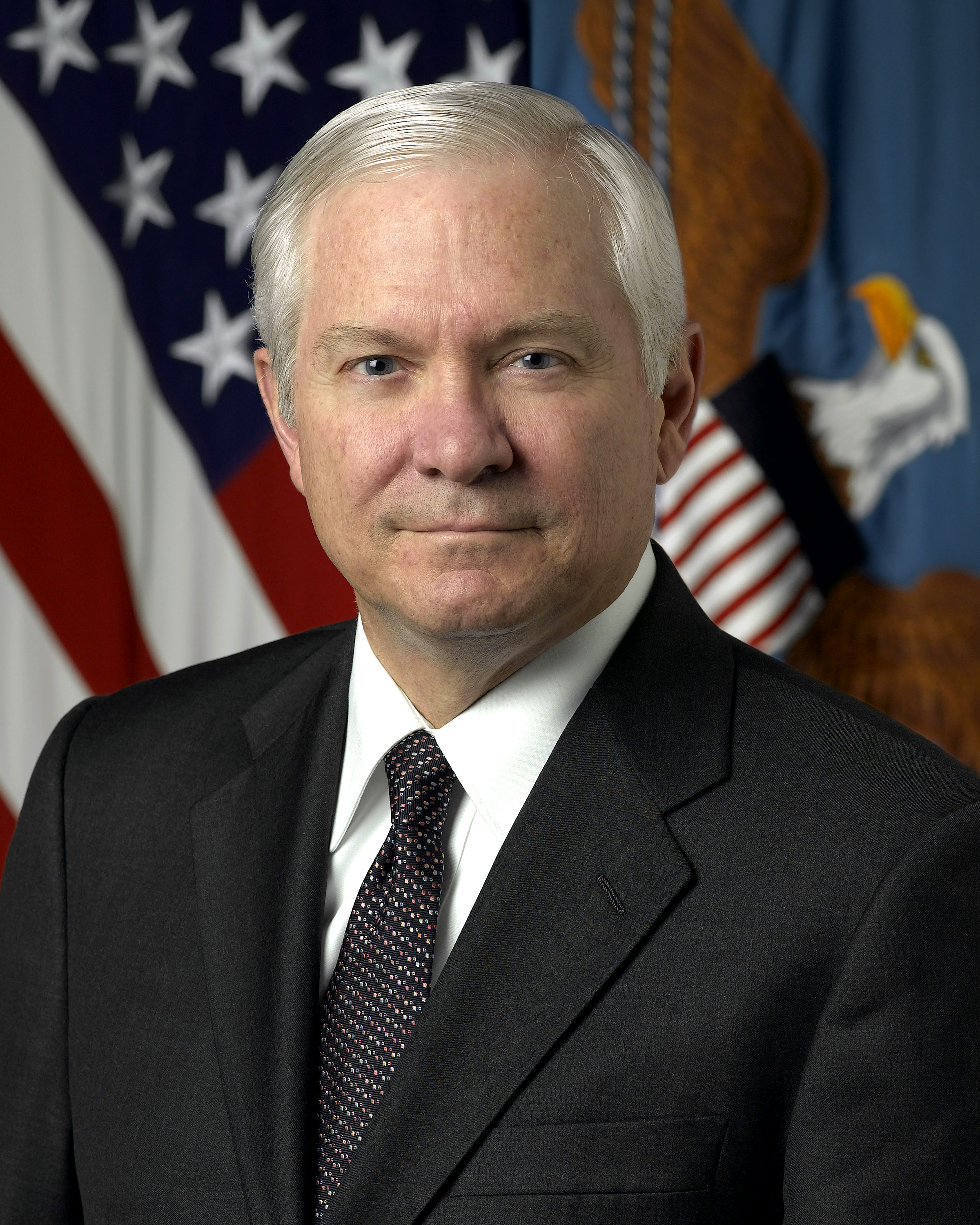
로버트 게이츠 국방부 장관 (이전 행정부의 임명 유지, 12월 1일 발표)
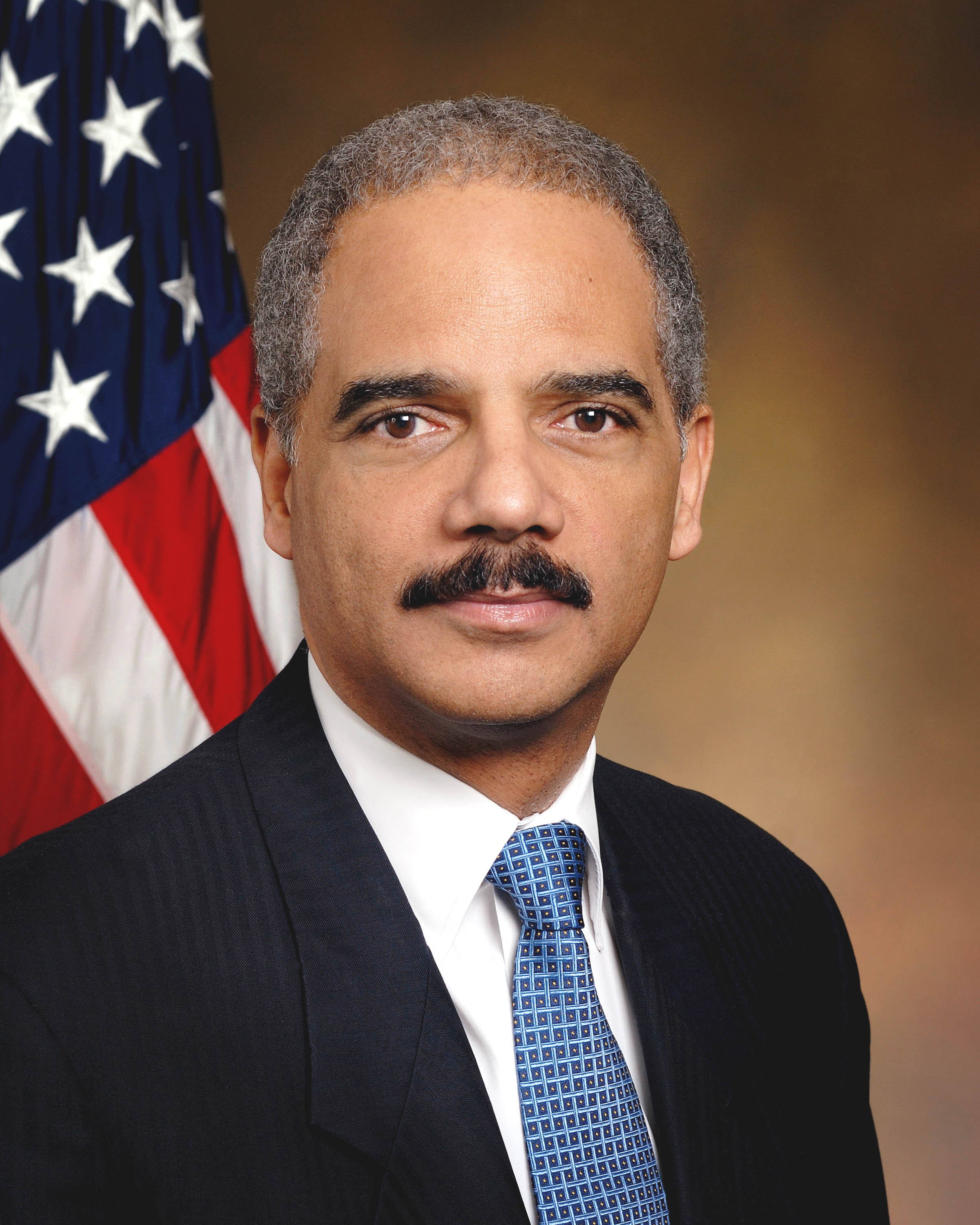
에릭 홀더 법무부 장관 (2008년 12월 1일 발표)
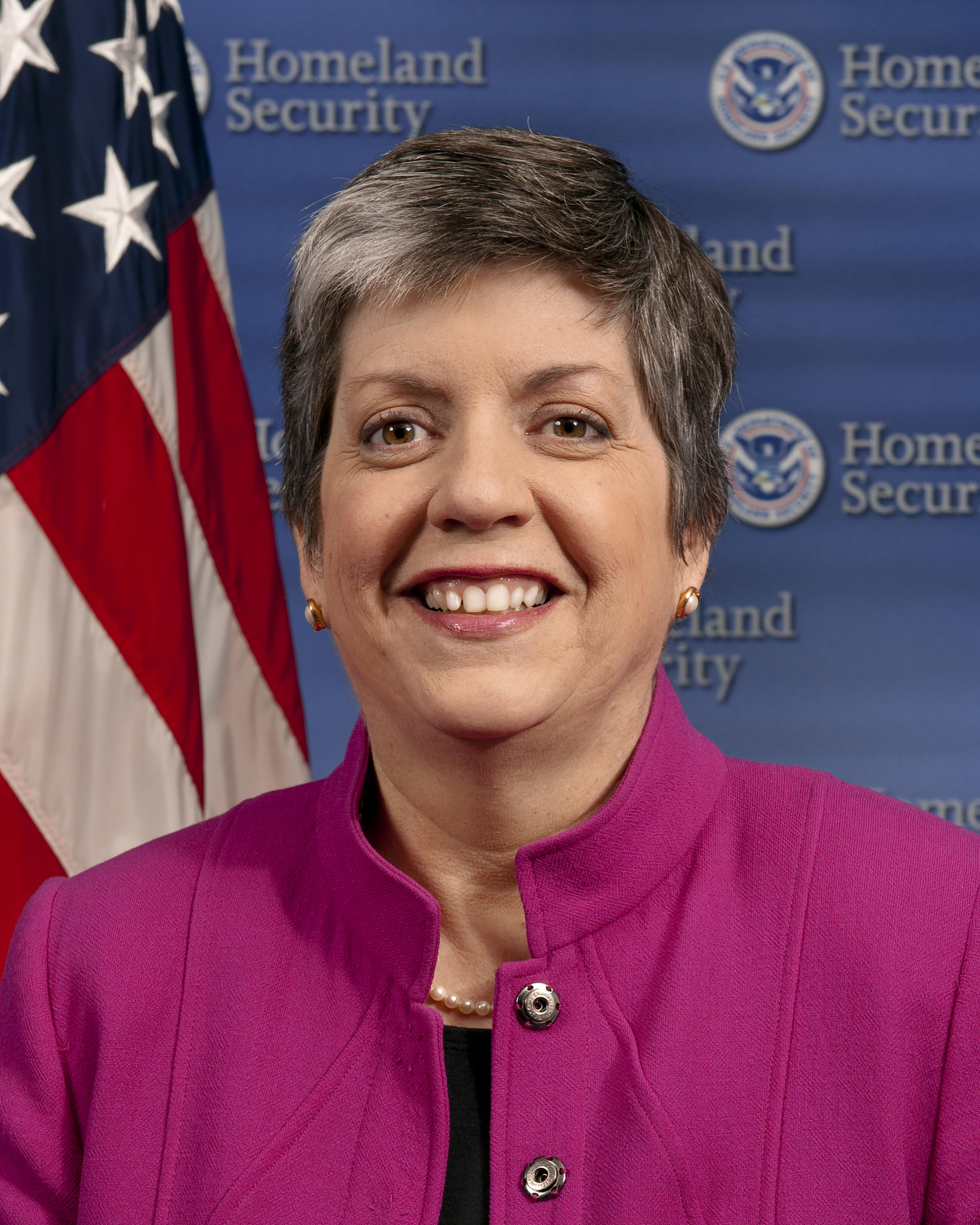
재닛 나폴리타노 국토안보부 장관 (12월 1일 발표)
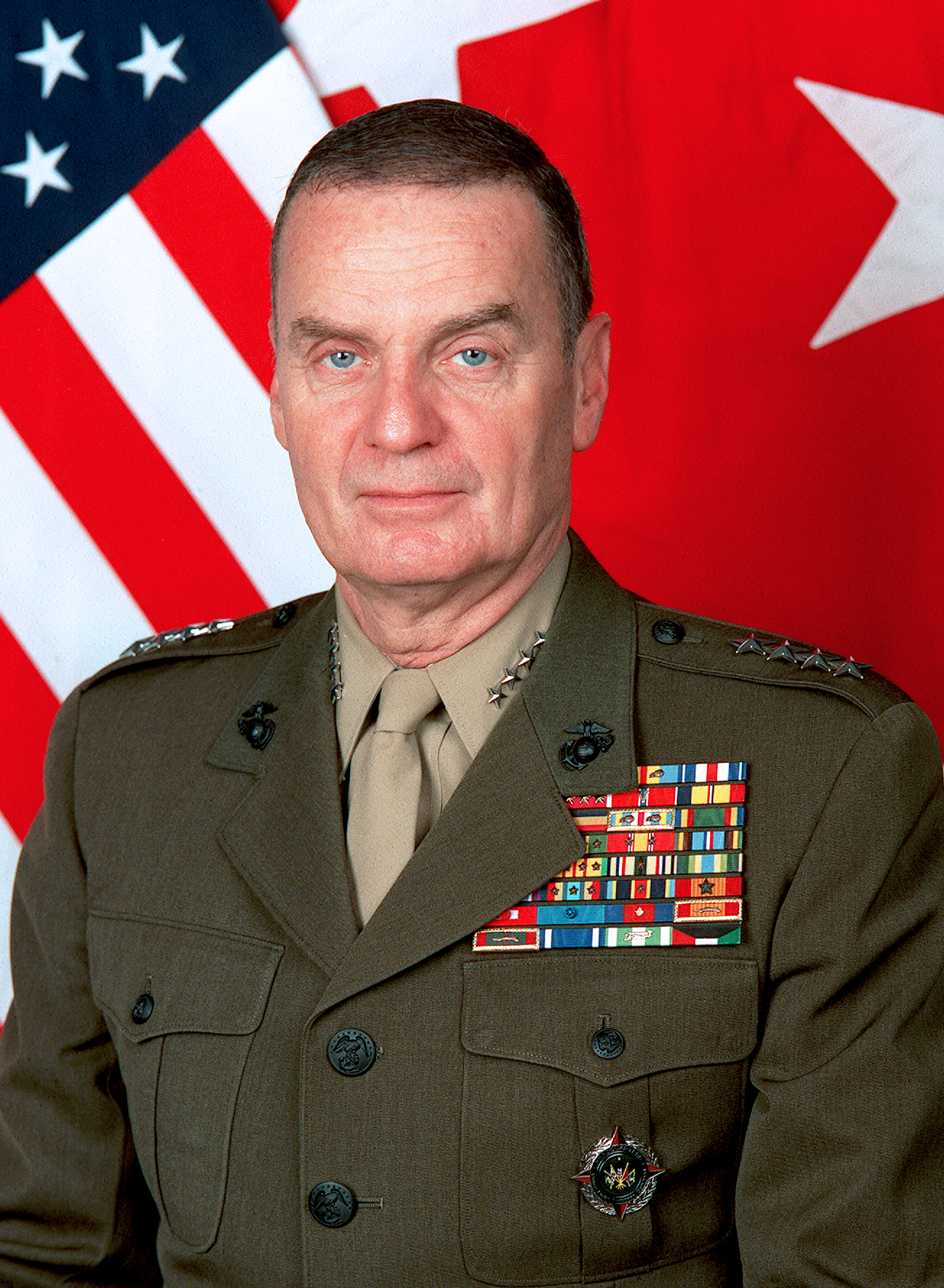
제임스 L. 존스 국가안보보좌관 (12월 1일 발표)
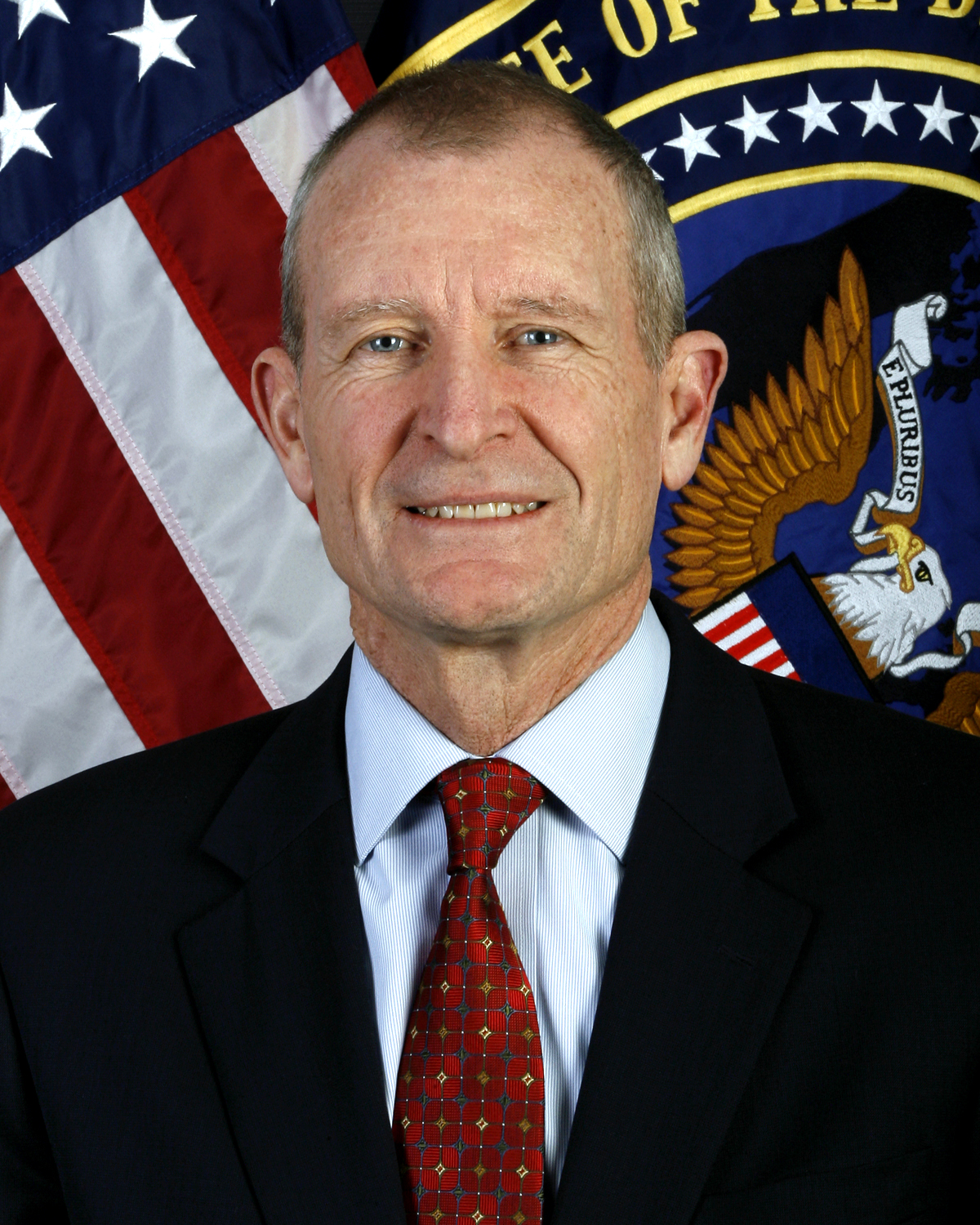
데니스 블레어 국가정보국장 (2009년 1월 발표)
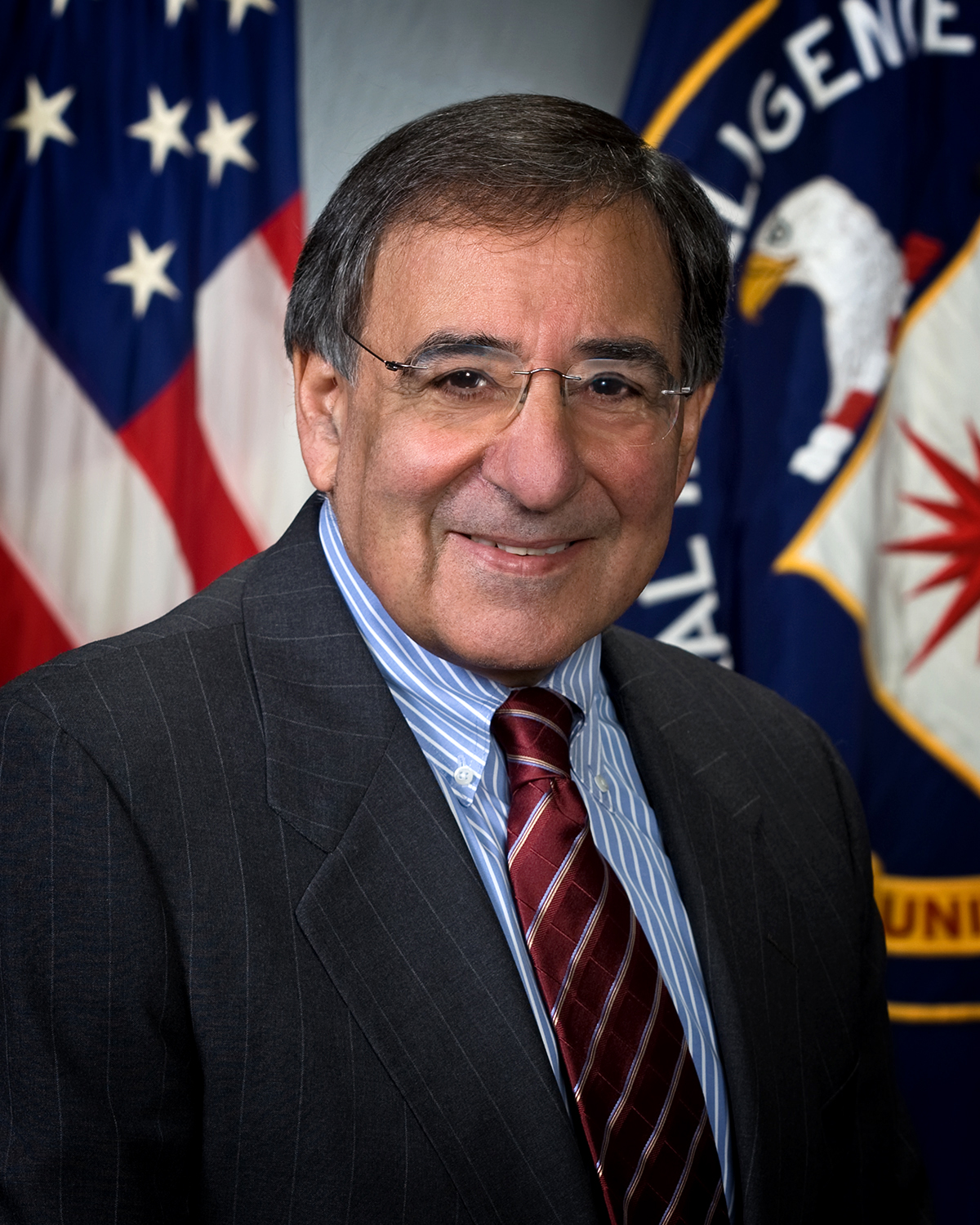
레온 파네타 중앙정보국장 (2009년 1월 발표)
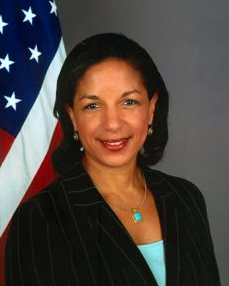
수전 라이스 유엔 미국 대사 (12월 1일 발표)

## 새로운 의제
오바마의 발전하는 대통령 의제는 국내 및 외교 정책 문제로 나뉘었다. 대부분의 경우, 이 의제는 이미 진행 중인 위기를 해결하는 것을 포함했다. 그의 주요 전략적 결정은 법안을 의회를 통해 얼마나 빨리 통과시킬 것인지에 관한 것이었다. 그의 일부 고문들은 1933년 프랭클린 D. 루스벨트가 그랬듯이 신속하게 움직일 것을 제안했다. 이는 그의 대통령직 초기에 정치적 자본이 가장 강할 때, 더 온건한 접근 방식이 귀중한 시간을 낭비할 것이라는 믿음 때문이었다. 다른 이들은 빌 클린턴이 국민 의료 프로그램을 시행하려 하기 전에 더 천천히 움직였듯이, 빠른 변화가 양당의 합의를 빠르게 약화시킬 수 있다는 생각에 기반하여 더 천천히 움직일 것을 제안했다. 그는 어떠한 경우에도 취임 후 며칠 내에 일련의 행정명령을 발표할 것으로 예상되었으며, 여기에는 가족계획 (낙태 포함) 서비스 및 줄기세포 연구에 대한 자금 지원을 제한하는 부시 시대의 행정명령을 뒤집는 내용이 포함되었다. 또한 에너지부, 내무부, 환경보호청을 감독하는 새로운 내각급 자문직이 신설될 가능성도 있었다.
포데스타에 따르면, 인수 팀은 취임 첫날에 신속하게 시행될 수 있는 변화를 찾기 위해 부시의 행정명령에 대한 철저한 검토를 수행할 계획이었다. 포데스타는 또한 의회가 행동하기를 기다리지 않고도 많은 것을 이룰 수 있으며, 오바마는 취임 후 신속하게 움직여 "국가가 공동선을 위해 일하고 있다는 느낌"을 회복하기를 원했다고 말한다.

### 경제 의제
처음에는 경제 의제가 광범위한 경제적 손실을 막기 위한 단기 조치에 중점을 두어 장기적인 경제 의제를 수립할 수 있도록 했다. 이 접근 방식은 이후 2년 동안 250만 개의 일자리를 창출하려는 목표를 가진 장기적인 경기 부양 계획으로 바뀌었다. 7,000억에서 8,000억 달러의 비용이 드는 이 경기 부양 계획은 일자리당 25만 달러 이상이 들 것이다 (7,500억 달러를 2,500,000으로 나누면 300,000달러가 나온다). 12월 7일 전국적으로 방송된 인터뷰에서 그는 지난 한 달 동안 자신의 의제가 바뀌었으며, 단기 경기 부양책이 다시 첫 번째 우선순위가 되었다고 인정했다. 그는 새로운 일자리를 신속하게 창출하기 위해 "삽질 준비" 인프라 프로젝트를 강조하기를 원했다. 버락 오바마는 1월 20일 취임 직후 경기 부양책에 서명하기를 희망한다고 말했다.
오바마의 가장 시급한 관심사는 일부 의회 민주당 의원들이 주장했던 경기 부양책 제안이었다. 이전 경기 부양책과 마찬가지로, 이 제안은 수요 측면 (케인스적) 성격을 띠고 있었다. 이는 세금 환급보다는 실업 수당, 푸드 스탬프 프로그램, 기반 시설 프로젝트에 대한 자금 증액으로 구성될 가능성이 높았다. 실제로 오바마는 "1950년대 주간고속도로 시스템 건설 이후 도로, 교량 및 기타 전통적인 인프라 분야에서 가장 큰 인프라 프로그램"을 계획하고 있다고 주장했다. 그러나 그는 또한 난방 및 조명 시스템을 연방 건물에 업데이트하는 등 연방 정부를 "녹색화"하려는 계획을 강조했으며, 의무적인 전자의무기록과 같은 기술 이니셔티브, 학교 컴퓨터 개선, 광대역 인터넷 접근의 보편적 가용성에 대한 상당한 투자를 강조했다.
메디케이드에 대한 추가 자금 지원도 고려되었다. 유사한 경기 부양 법안은 하원에서 2008년 9월 26일에 통과되었으나 상원에서는 승인되지 않았다. 오바마는 2009년 1월 20일 취임 전에 경기 부양 법안이 통과되지 않으면 임기 초기에 이를 추진하겠다고 약속했다. 또한 오바마는 미국 자동차 산업이 이미 승인된 250억 달러 외에 500억 달러의 현금 주입을 요청한 것을 고려했지만, 그의 지원은 "그들이 상당한 조정을 하는 것을 조건으로 한다"고 강조했다.
오바마는 또한 새로운 재생 가능 에너지원을 개발하기 위해 10년간 1,500억 달러를 지출하는 프로그램을 추진할 계획이었다. 이 자금은 에너지 절약을 장려하고 자동차 산업이 연료 효율적인 차량을 개발하도록 돕는 데도 사용될 것이다. 그러나 마더 존스는 선거 운동 기간 동안 자주 언급했던 석유 회사에 대한 횡재세가 인수 초기 단계에서 의제에서 제외되었다고 보도했다.
인수팀 웹사이트에 따르면 오바마는 아메리코프와 미국 평화 봉사단을 확장하고 새로운 클래스룸 코프를 창설하여 자원봉사를 재활성화하기를 희망했다. 다른 자원봉사 노력으로는 헬스 코프, 클린 에너지 코프, 재향군인 코프가 포함되었다. 중학교와 고등학교 학생들은 연간 50시간의 지역 사회 봉사 활동을 하도록 요청받을 것이었다. 대학생들은 지역 사회 봉사 활동의 대가로 4,000달러의 학비 세액공제를 받을 수 있었다. 노인을 대상으로 한 개선된 자원봉사 프로그램과 청소년 건축 및 헤드 스타트 프로그램의 증강도 예상되었다.

### 의료 정책 의제
12월 5일, 오바마의 건강보험 개혁 노력을 이끌도록 지명된 톰 대슐은 이 개혁의 형태에 대한 대중의 의견을 구하기 위한 한 달간의 캠페인을 발표했다. 사람들은 이 문제에 대해 지역 사회 모임을 열고, 10,000개 이상의 댓글이 이미 올라온 www.change.gov에 자신의 생각을 게시하도록 권장되었다. 민주당 지도자들은 1월에 공개할 입법 패키지를 준비하기 위해 몇 달 동안 비공개로 회의를 가졌지만, 대슐은 인수가 변화를 위한 광범위한 의제를 만들기 위해 밀실에서 작업하고 있다는 인상을 피하고 싶어 했다.
무브온닷오알지와 같은 풀뿌리 조직이 개발한 이 기술은 악화되는 경제에도 불구하고 오바마가 의료 개혁 의제를 적극적으로 추진할 의도가 있음을 강조하기 위해 고안되었다. 대슐은 "오바마 대통령 당선인은 건강 개혁을 최우선 과제 중 하나로 삼았으며, 저는 그가 의료 시스템을 바꾸려는 의지가 강력하고 집중되어 있다는 것을 말씀드리고자 합니다"라고 말했다.
2008년 12월 11일 기자회견에서 오바마는 의료 개혁과 다가오는 경제 부양책을 연결하며 "이는 우리가 비상사태라고 해서 미룰 수 있는 일이 아니다"라고 언급했다. "이것은 비상사태의 일부이다." 그는 부양 입법에 2년 동안 메디케이드 지출을 400억 달러 증가시키는 것과 보건 정보 관리 기술에 대한 대규모 투자를 포함할 것으로 예상했다. 의료 종사자 재교육을 위한 자금 지원, 국가 아동 건강 보험 프로그램 (SCHIP) 확장, 그리고 실업자가 이전 고용주의 플랜을 통해 건강보험을 구매할 수 있도록 하는 COBRA 조항 확장도 고려되었다.

### 외교 정책 의제
오바마가 대선 캠페인 동안 내세운 주요 외교 정책 문제 중 하나는 취임 후 16개월 이내에 이라크 전쟁에서 대부분의 미군 병력을 철수시키겠다는 약속이었다. 또 다른 문제는 부시 대통령이 임기 마지막 몇 달 동안 집중했던 세 가지 영역, 즉 이란의 핵 개발, 북한의 핵무기, 그리고 이스라엘-팔레스타인 평화 회담에 관한 것이었다. 이 세 가지 경우 모두 외교적 구조가 이미 확립되어 있었지만, 부시 행정부의 목표 중 일부는 오바마가 대통령으로서 채택할 목표와 달랐다.

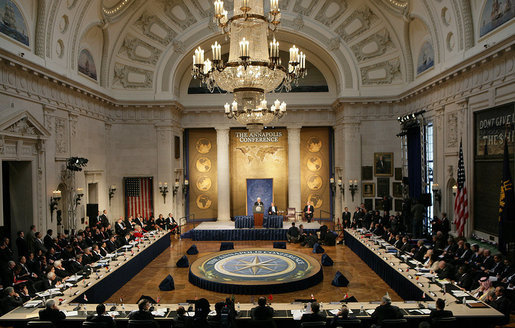
2007년 11월 애너폴리스 회담이 열리고 있다.

중동에서 부시는 평화 과정에 대한 새로운 접근 방식인 소위 애너폴리스 과정을 시작했으며 이는 이스라엘과 팔레스타인 지도자들이 평화 협정의 윤곽에 합의하도록 장려하려고 시도했다. 양측은 이 논의에서 일부 성공을 거두었다고 언급했지만, 비평가들은 하마스가 이 지역에서 막대한 정치적 권력을 가지고 있음에도 불구하고 미국이 테러 조직으로 규정했기 때문에 회담이 하마스를 부당하게 무시했다고 믿었다. 오바마는 그의 접근 방식이 무엇이 될지는 구체적으로 밝히지 않았지만, 다른 문제들도 다룰 수 있도록 국무장관을 자유롭게 하기 위해 고위급 중동 특사를 임명할 가능성이 높다고 여겨졌다. 하마스는 오바마와 대화할 의향을 표명했지만, 오바마는 테러리즘을 포기하고 이스라엘의 존재권을 인정하며 과거 합의를 준수하기로 동의할 경우에만 상호 작용하겠다고 말했다. 가자에 있는 하마스 지도자 이스마일 하니예는 하마스 정부가 그린 라인을 따르는 팔레스타인 국가를 받아들일 것이며, 이스라엘이 팔레스타인의 국가적 권리를 인정하면 이스라엘에 장기 휴전을 제안할 것이라고 말했다.
부시는 두 번째 임기 동안 북한의 핵무기 프로그램을 중단시키기 위한 합의를 추진했다. 이를 위해 부시는 국무부의 테러 지원국 명단에서 북한을 제거하는 데 동의했으며, 오바마는 이를 지지했다. 오바마는 부시가 북한과 관계를 맺는 데 너무 오랜 시간이 걸렸다고 비판했으며, 합의에 도달하기 위해 더욱 적극적으로 참여하기를 열망한다고 밝혔다. 한 북한 고위 관리는 최근 기자들에게 "다가오는 오바마 행정부와 거래할 준비가 되어 있다"고 말했다.
오바마는 또한 이란을 다루는 방법에 대해서도 숙고했다. 퇴임하는 국무장관 콘돌리자 라이스는 이란에 맞서기 위해 유엔 안전 보장 이사회 상임이사국 5개국과 독일을 포함한 6개국 연합을 결성했다. 이 그룹은 유엔의 승인을 받았지만, 이란은 대부분 그들의 요구를 무시했다. 오바마는 이전에 이란과의 신중하게 계획된 직접 대화를 주장했지만, 이제는 현재의 연합을 기반으로 이란과의 합의를 중개할 가능성이 높게 여겨졌다.
또한 오바마는 폴란드에 건설 중인 미국 미사일 방어막을 다루기 위한 정책을 수립했다. 그는 레흐 카친스키 폴란드 대통령과 드미트리 메드베데프 러시아 대통령 모두와 이 문제에 대해 논의했다. 그의 고문들이 미사일 방어막 정책을 연구하는 동안, 당시 그의 입장은 단순히 "실행 가능성이 입증될 경우"에만 배치될 수 있다는 것이었다.
오바마는 또한 부시가 제정했던 일련의 행정명령을 철회할 계획이었다. 이 행정명령들은 비판자들이 "수감자"에 대한 고문으로 규정한 강화 심문 기법을 승인하는 내용이었다. 이 철회는 미국 중앙정보국이 포로를 심문할 때 육군 야전교범을 준수하도록 요구하는 효과를 가질 것이었다. 그러나 정보공동체의 일부에서는 이러한 명령의 완전한 철회가 비현실적이라는 점에서 저항이 예상되었다. 오바마는 또한 쿠바의 관타나모만 해군기지에 있는 수용소를 폐쇄하기를 희망했지만, 많은 수감자들이 증거 없이 구금되거나 고백이 강요되어 연방 법원에서 증거로 인정되지 않을 것이기 때문에 문제가 발생할 것으로 예상되었다.
2008년 11월 20일 로스앤젤레스 타임스 기사는 "반전 단체와 다른 자유주의 운동가들은 버락 오바마의 국가안보 팀이 이라크 침공을 지지했던 임명자들로 장악될 조짐에 점점 더 우려하고 있다... '전쟁에 반대 투표한 23명의 상원의원이나 133명의 하원의원 중 단 한 명도 포함되지 않았다는 것은 놀라운 일입니다'라고 자유주의 단체인 공공정확성연구소의 샘 후세이니가 말했다."

### 국방
오바마 행정부에 유임된 로버트 게이츠 국방장관은 국방부 개혁 의제를 제시했다. 그의 아이디어는 값비싼 첨단 무기보다는 미국이 현재 싸우고 있는 전쟁뿐만 아니라 가까운 미래에 발생할 수 있다고 믿는 전쟁에 더 적합한 저렴한 대안으로 구매 우선순위를 전환해야 한다는 인식된 필요성을 중심으로 했다. 그는 미군력에는 한계가 있음을 지적하며, 전투보다는 동맹군을 훈련하고 자문하며 장비화하여 싸우도록 하는 데 중점을 두어야 한다고 믿었다.
게이츠와 오바마가 동의한 구체적인 영역은 다음과 같다:
- 군과 국무부 및 기타 민간인 기관 간의 협력 및 조율 개선.
- 미국 동맹국의 "안보 역량"을 향상시켜 테러와의 전쟁 참여를 늘릴 수 있도록 함.
- 재래식 군사력 및 분란의 위험에 주의를 기울임.
- 이라크에서 아프가니스탄으로 병력 및 기타 자원을 전환.
- 육군 및 해병대의 지속적인 확장.
- 펜타곤의 조달 시스템 전면 개편.[128]

### 에너지 정책
오바마는 2008년 선거운동에서 에너지 정책을 최우선 과제 중 하나로 삼았다. 미국의 에너지 독립이라는 에너지 목표를 달성하기 위해 대체 에너지 생산에 투자함으로써 다음과 같은 목표를 세웠다.
- 10년 이내에 현재 중동과 베네수엘라에서 수입하는 석유량보다 더 많은 석유를 절약한다.
- 2015년까지 플러그인 하이브리드 차량 100만 대를 보급한다.
- 2012년까지 미국 전력의 10%, 2025년까지는 25%를 재생 가능 에너지원에서 생산한다.
- 2050년까지 현재 배출되는 온실 기체의 80%를 감축한다.

이러한 목표를 달성하기 위해 오바마는 다음과 같은 조치들을 제안했다.
- 10년 동안 다음과 같은 저탄소 CO2 배출 에너지 개발에 1,500억 달러 이상을 투자한다.
  - 디지털 전력망으로 전환한다. 스마트 그리드 관행 채택을 촉진하기 위해 그리드 현대화 위원회를 설립한다.[131]
  - 플러그인 하이브리드 기술의 상업화를 가속화한다.
  - 건설, 건물의 에너지 효율 개선 또는 자체 발전 등 프로젝트에 참여하는 500만 개의 그린 칼라 일자리를 창출한다.
- 클린 석탄 기술을 개발하고 배치한다.
- 국가 저탄소 연료 표준을 확립한다.
- 매년 100만 가구에 방풍 처리를 실시한다.
- 차량에 대한 "CAFE" 연비 표준을 높인다.
- 알래스카 천연가스관 건설을 최우선 과제로 설정한다.
- 연방 토지에 부여된 기존 석유 및 가스 임대에 대해 "사용하지 않으면 상실" 원칙을 확립한다.
- 경제 전반에 걸친 캡 앤 트레이드 프로그램을 확립한다.

오바마가 에너지 정책 경험이 있는 인사들을 영입했는데, 여기에는 캡 앤 트레이드 프로그램 전문가인 피터 오자그(관리예산실장으로 임명)가 포함되었다. 인수 책임자였던 존 포데스타는 자동차 산업이 휘발유 대신 저탄소 대안을 사용하도록 재조정해야 한다고 일찍부터 주장했다.

## 비밀경호국 준비
비밀경호국은 국토안보부 산하 기관으로, 취임식의 보안과 물류를 담당하는 주도 기관이었다. 그들의 계획은 가능한 한 많은 관중에게 행사를 개방하는 것이었다. 보안은 엄격할 것으로 예상되었으며, 워싱턴 시내의 넓은 지역은 모든 통행이 제한될 것이었다. 처음에는 최대 400만 명이 내셔널 몰 지역에 모일 것으로 예상되었으나, 비밀경호국의 이후 보고서에 따르면 그 숫자는 그렇게 높지 않을 수도 있다고 한다. 그러나 경찰관 8,000명에 대한 준비가 이루어졌고, 관광 버스 1만 대까지 주차 공간이 마련되었다. 메트로 대변인은 지하철 시스템이 "완전히 압도될 것"이라고 경고했다. 몰에서는 야영이 허용되지 않았다.
2008년 11월 13일, 비밀경호국은 오바마의 코드네임이 "레니게이드"가 될 것이라고 발표했다. 또한 그의 아내는 "르네상스", 그의 딸들은 "로즈버드"와 "래디언스"이다.

### 주거지 이동

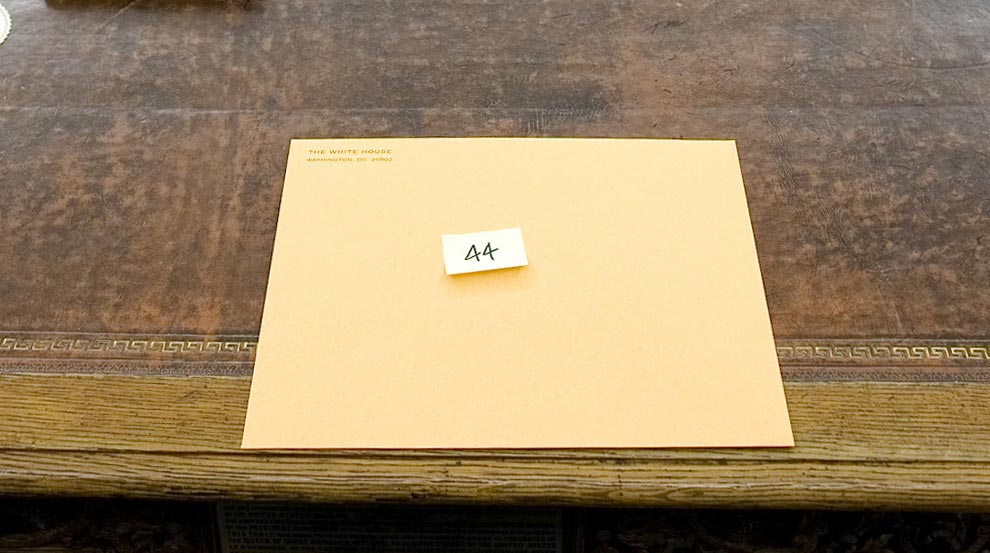
관례에 따라 부시 대통령은 오벌 오피스의 결단의 책상에 오바마에게 보내는 편지(사진)를 남겼다.

대통령 가족은 시드웰 프렌즈 스쿨과 조지타운 데이 스쿨을 방문한 후 시드웰을 선택했다. 주거지 이동은 1월 4일 헤이-아담스 호텔에서 두 번의 중간 정차 중 첫 번째로 시작되었다. 두 번째 중간 정차는 1월 15일 블레어 하우스로의 이동이었는데, 이는 당선인의 전통적인 중간 이동 날짜이다. 주거지 이동은 오바마의 딸들이 1월 5일 시드웰에서 학교를 시작했기 때문에 대부분의 신임 대통령보다 일찍 시작되었다. 선거 운동 기간 동안 미셸 오바마는 주거지 이동이 가족 구성원 모두에게 가능한 한 통일되도록 계획될 것이라고 밝힌 바 있다. 미셸의 어머니 메리언 로빈슨은 육아를 돕기 위해 백악관으로 이사할 계획을 세웠다. 현재 부동산 시장에서 오바마 가족은 시카고 남부에 있는 하이드 파크와 케인우드 공동체 지역의 경계에 위치한 주택을 팔 계획이 없었다.
제나와 바버라 부시는 말리아와 사샤 오바마에게 많은 조언을 해주었다. 부시 쌍둥이는 오바마의 딸들에게 월스트리트 저널에 공개 편지를 보냈다.
퇴임하는 부시 가족은 백악관을 떠나면서 많은 것을 가져가지 않았다. 그들이 남겨둔 물건 중에는 공식 국빈 만찬 도자기 세트가 있었는데, 레녹스 길트 에지 스타일로 녹색 바구니 무늬 테두리가 있으며, 약 49만 2,798달러의 가치가 있는 것으로 추정되었다. 그러나 그들이 가져가지 않은 물건들은 대통령 도서관 컬렉션에 포함될 수 있었다.
딕 체니 부통령은 취임 직전 관저에서 이사하다가 부상을 입었고, 행사 내내 휠체어를 사용했다.

## 인수 평가
전문가들은 이번 인수에 대해 높은 찬사를 보냈다. 수많은 전문가들은 부시와 오바마 간의 인수를 대통령직 인수의 "황금 표준"이라고 언급했다. 부시와 오바마 양측 모두의 인수가 칭찬받았다.
이번 인수는 "매끄러웠다"는 평가를 받았는데, 이는 오바마가 "한 번에 한 명의 대통령만 존재한다"는 원칙을 고수하여 2008년 금융 위기와 같이 부시가 다루고 있던 문제들에 대해 인수 기간 동안 거의 언급하지 않았기 때문이다.

## 같이 보기
- 버락 오바마 2008년 대통령 선거 운동
- 버락 오바마의 2008년 대선 승리 연설
- 2009년 버락 오바마 대통령 취임식

## 더 읽어보기
- Halchin, L. Elaine (2008년 11월 25일). “Presidential Transitions: Issues Involving Outgoing and Incoming Administrations” (PDF). 《Congressional Research Service》. 2009년 1월 14일에 확인함.
- “Transcript: President-Elect Obama's First News Conference”. 《뉴욕 타임스》. 2008년 11월 7일. 2008년 11월 7일에 확인함.
- Sweet, Lynn (November  5, 2008). “Jarrett, Podesta, Rouse to lead Obama transition; Bill Daley co-chair”. 《시카고 선타임스》. December 10, 2008에 원본 문서에서 보존된 문서. November  5, 2008에 확인함.
- Baker, Peter; Jeff Zeleny (2008년 11월 5일). “For Obama, No Day to Bask as He Starts to Build His Team for Transition”. 《뉴욕 타임스》. 2008년 11월 5일에 확인함.
- Baker, Peter (2008년 11월 4일). “No Time for Laurels; Now the Hard Part”. 《뉴욕 타임스》. 2008년 11월 5일에 확인함. (Initial likely appointments to the transition team.)
- “Possible Presidential Appointments”. 《뉴욕 타임스》. 2008년 10월 25일. 2008년 11월 5일에 확인함.
- Espo, David (2008년 10월 17일). “Obama's transition team meets, candidate pushes on”. Associated Press. 2008년 10월 21일에 원본 문서에서 보존된 문서. 2008년 11월 5일에 확인함. (Pre-election meeting of the Obama transition team.)